# Turnbewegung in den Vereinigten Staaten

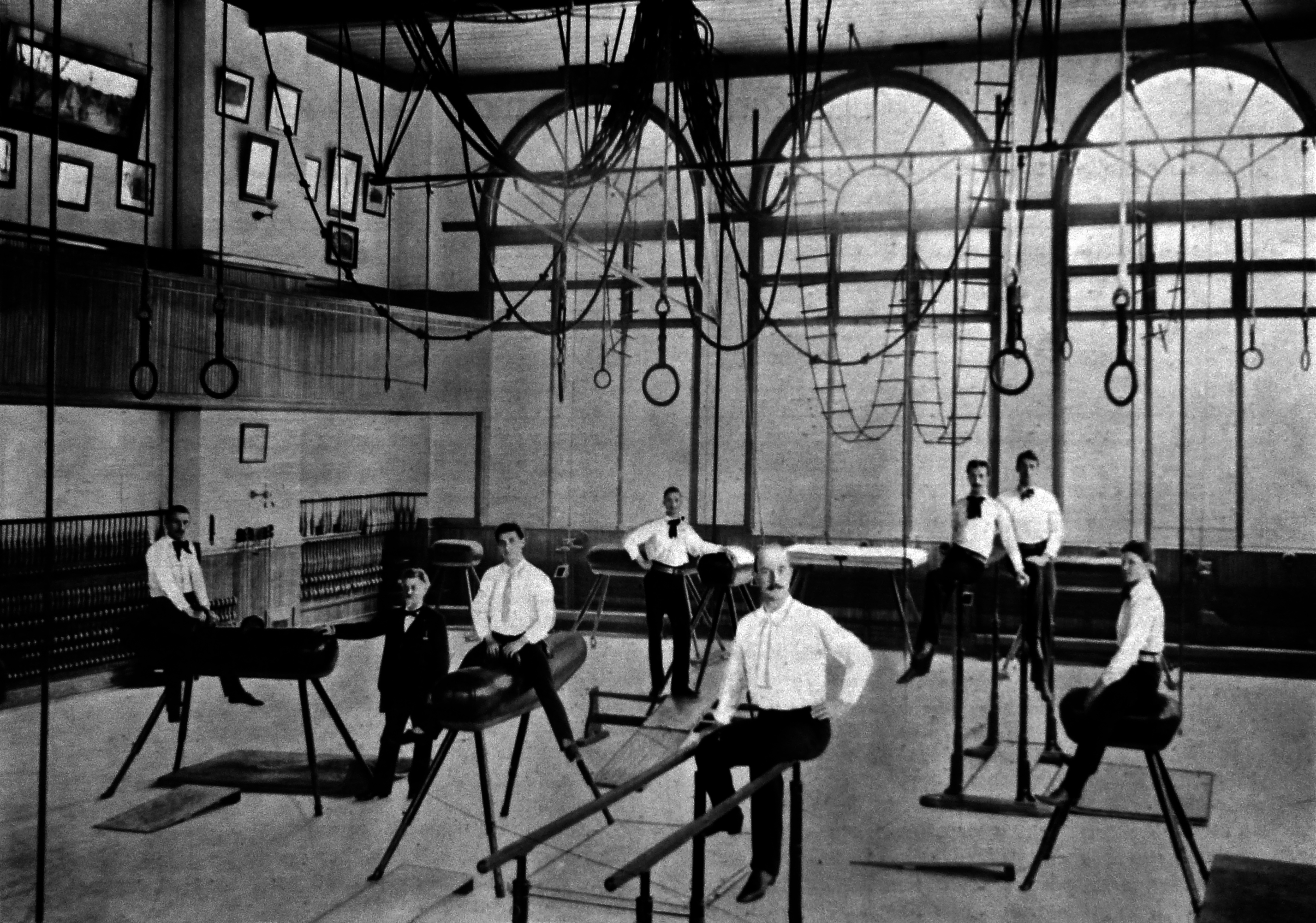
Turnsaal in Turner Hall, Milwaukee, ca. 1900

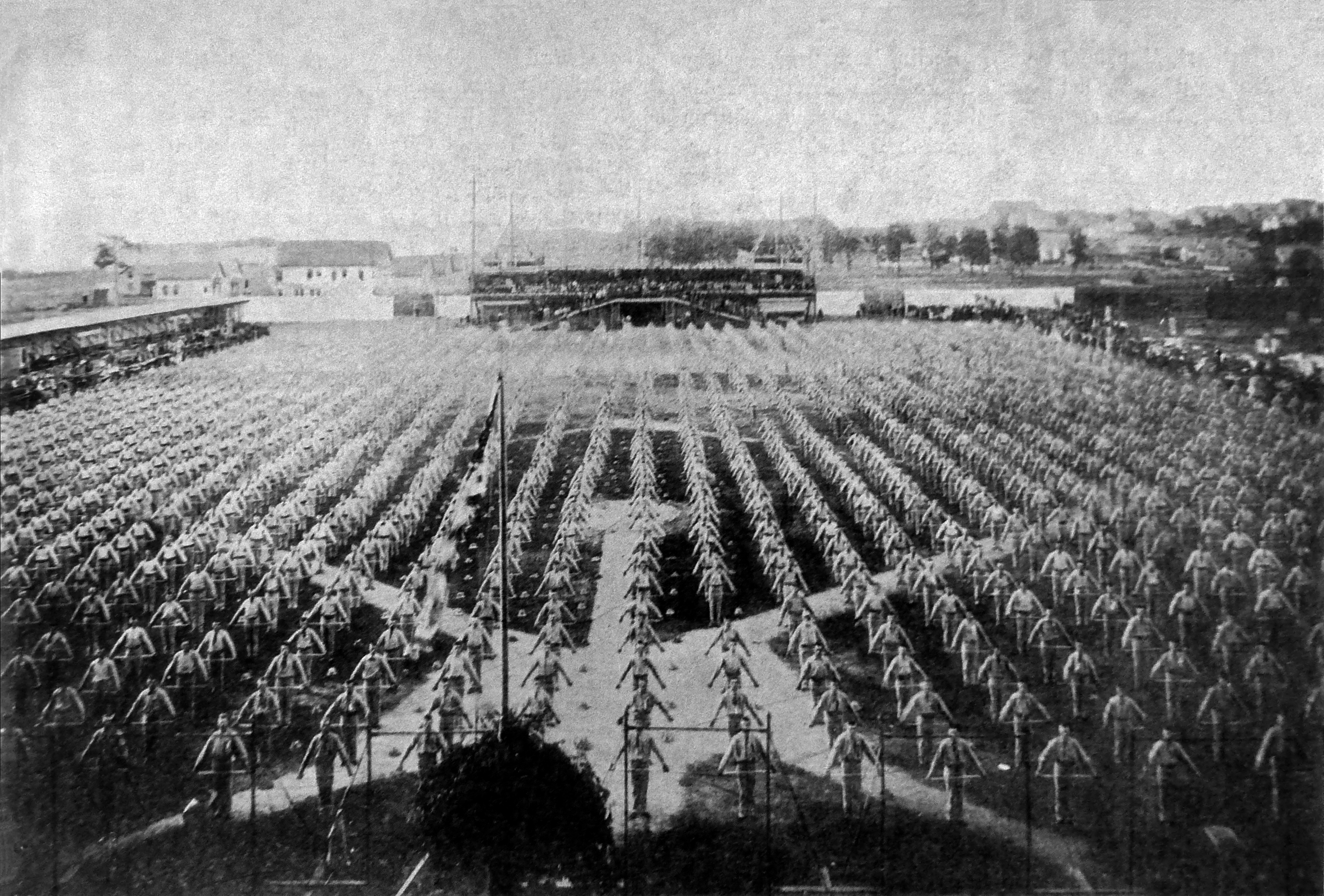
3.000 Turner beim Bundesturnfest in Milwaukee, 1893.

Als Turners bezeichnet man die Vertreter der Turnbewegung in den Vereinigten Staaten, die in deutschamerikanischen Turnvereinen organisiert sind. Ihren Höhepunkt erlebte die Bewegung im 19. Jahrhundert. Sie förderten die deutsche Kultur, die Körperkultur sowie die liberale Politik und unterstützten die Kriegsanstrengungen der Union während des amerikanischen Bürgerkriegs. Turner wie Francis Lieber (1798–1872), waren die führende Proponenten des Turnens in den USA als Breitensport sowie als Universitätssport.
In Deutschland wurde im frühen 19. Jahrhundert, als Deutschland von Napoleon besetzt war, die Turnbewegung von Turnvater Friedrich Ludwig Jahn ins Leben gerufen. Die Turnvereine verstanden sich nicht nur sportlich, sondern auch politisch und entsprachen damit dem Zeitgeist ähnlicher nationalistischer Turnorganisationen in Europa. Die Turnbewegung in Deutschland stand dem Liberalismus nahe, und viele deutsche Turner hatten an der Deutschen Revolution von 1848 teilgenommen.

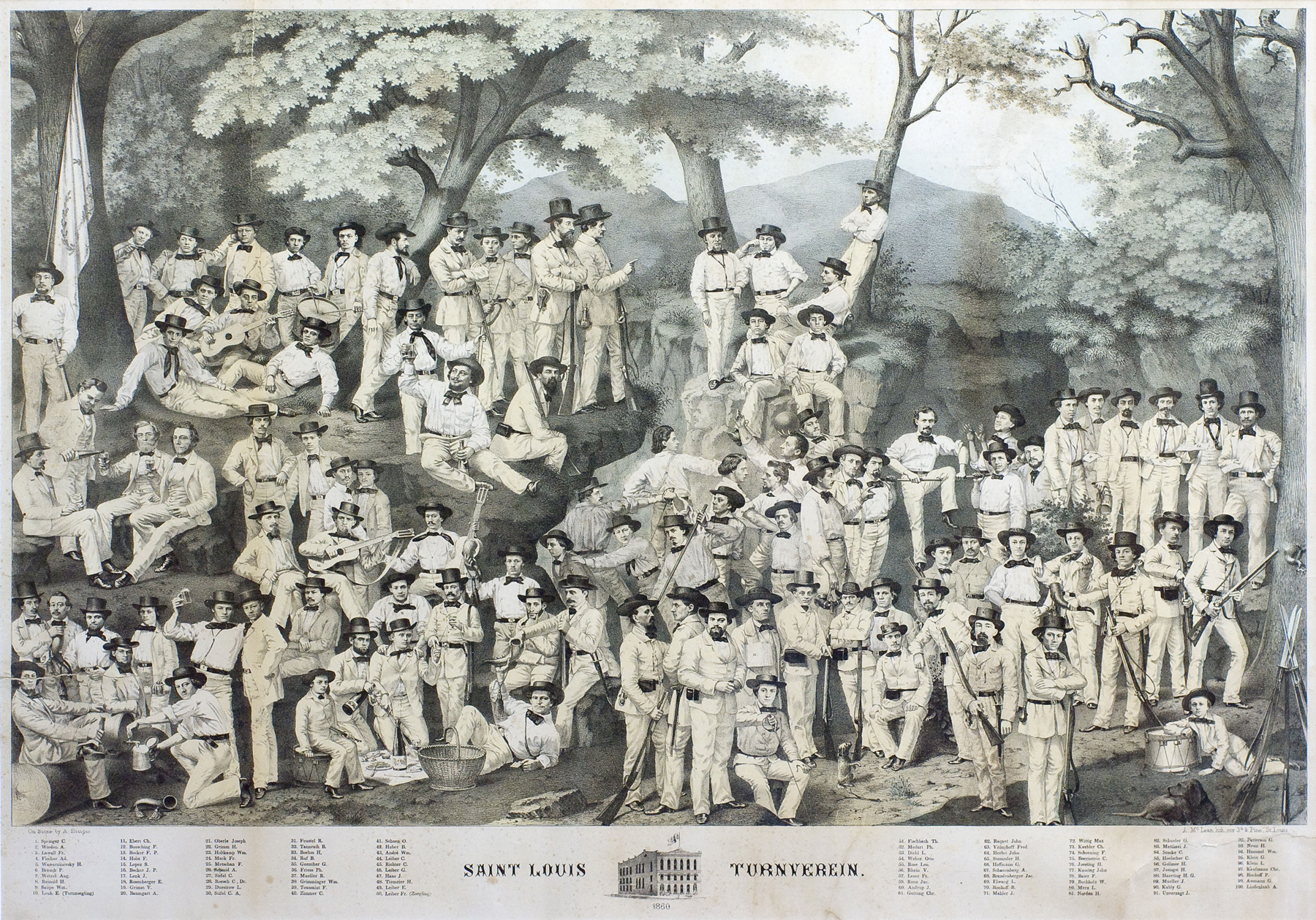
Gruppenbild des Turnvereins von St. Louis, Missouri im Jahr 1860.

Nach deren Niederschlagung wurde die Bewegung in den deutschen Staaten unterdrückt und viele Turner verließen Deutschland. Einige wanderten in die USA aus, insbesondere in das Ohio Valley. Viele dieser Forty-Eighters wurden später Unionssoldaten, und einige wurden Politiker der Republikanischen Partei. Die Turnvereine dienten nicht nur der sportlichen Ertüchtigung: Sie waren auch soziale, kulturelle und politische Sammelpunkte für deutsche Einwanderer, und schließlich engagierten sie sich in der Volksbildung und in der Arbeiterbewegung. Sie waren führende Proponenten des Turnens als Breitensport und Schulfach in den USA. Die Bewegung verlor jedoch ab etwa 1900 an Zulauf, und drastisch ab dem Eintritt der USA in den Ersten Weltkrieg 1917. Bis heute bestehen etwa 50 Turnvereine im Dachverband der American Turners.

## Geschichte in den Vereinigten Staaten
Die Turnvereine leisteten für die Deutschamerikaner Integrationsarbeit in der neuen Heimat. Bis heute bestehen Turnvereine in Gebieten mit starker deutscher Einwanderung, wie Iowa, Texas, Wisconsin, Indiana, Ohio, Minnesota, Missouri, Syracuse, NY, Kentucky, New York City und Los Angeles.

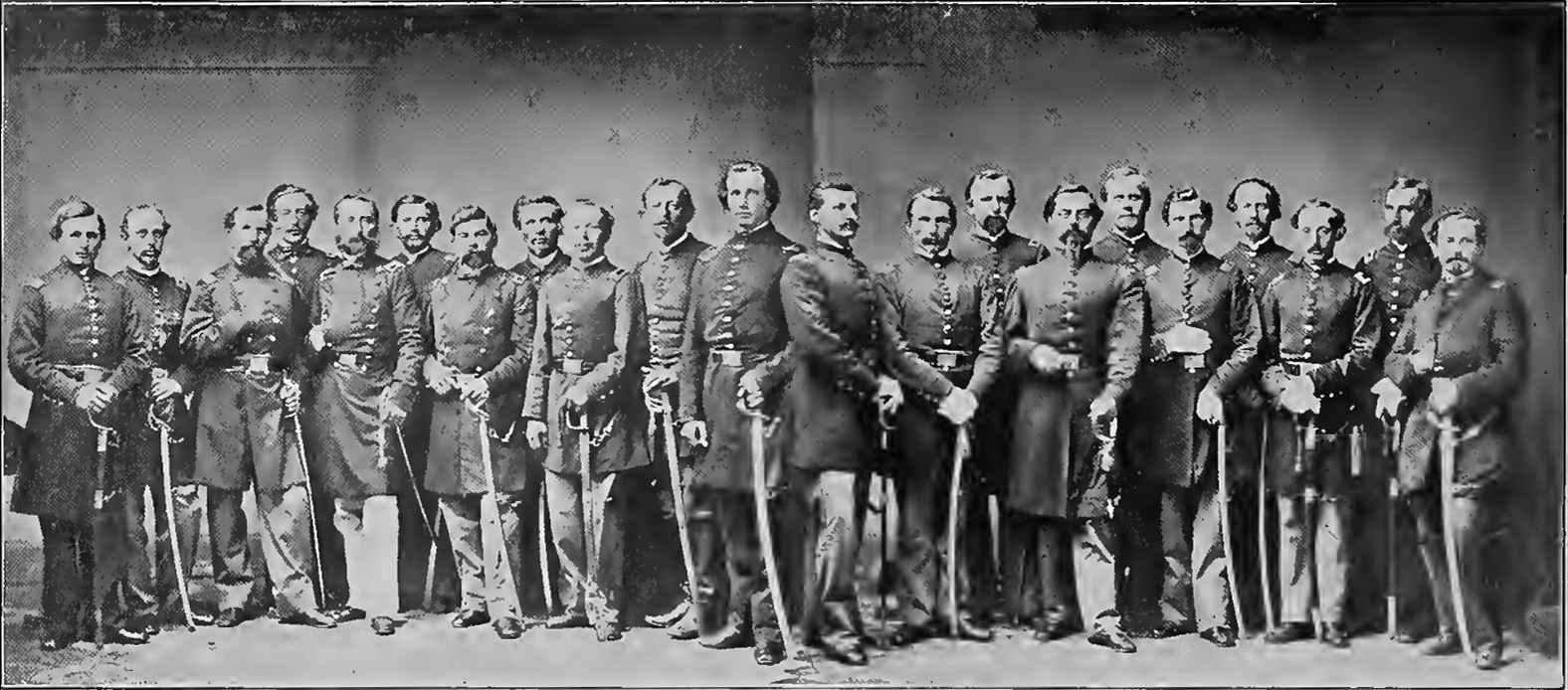
Offizierkorps des 20. New Yorker Regiments, der "Turner Rifles"

Während des Bürgerkrieges dienten ungefähr 1000 Turner als Unionssoldaten. Ein verbindendes Element war der Abolitionismus. Vielfach waren republikanische Vertreter in deutschen Communities Turner, mit Carl Schurz als führendem Beispiel. Die Mehrheit der Deutschamerikaner im 19. Jahrhundert stand jedoch der demokratischen Partei nahe. Die Turnvereine stellten Leibwächter bei der Amtseinführung Abraham Lincolns am 4. März 1861 und bei seiner Beerdigung im April 1865. In der Camp Jackson Affair halfen zahlreiche deutsche Freiwillige, die Besetzung des Bundesarsenals in St. Louis durch Konföderierte unmittelbar vor Kriegsausbruch zu vereiteln. Nach dem Bürgerkrieg nahm der Dachverband den Namen Nordamerikanischer Turnerbund an und förderte den Deutschunterricht und den Turnunterricht an öffentlichen Schulen. Frauenturnvereine entstanden vornehmlich in den 1850er- und 1860er-Jahren. Die größte Mitgliederzahl bestand 1894 mit 317 Vereinen und etwa 40.000 erwachsenen männlichen Mitgliedern sowie 25.000 Kindern und 3000 Frauen.

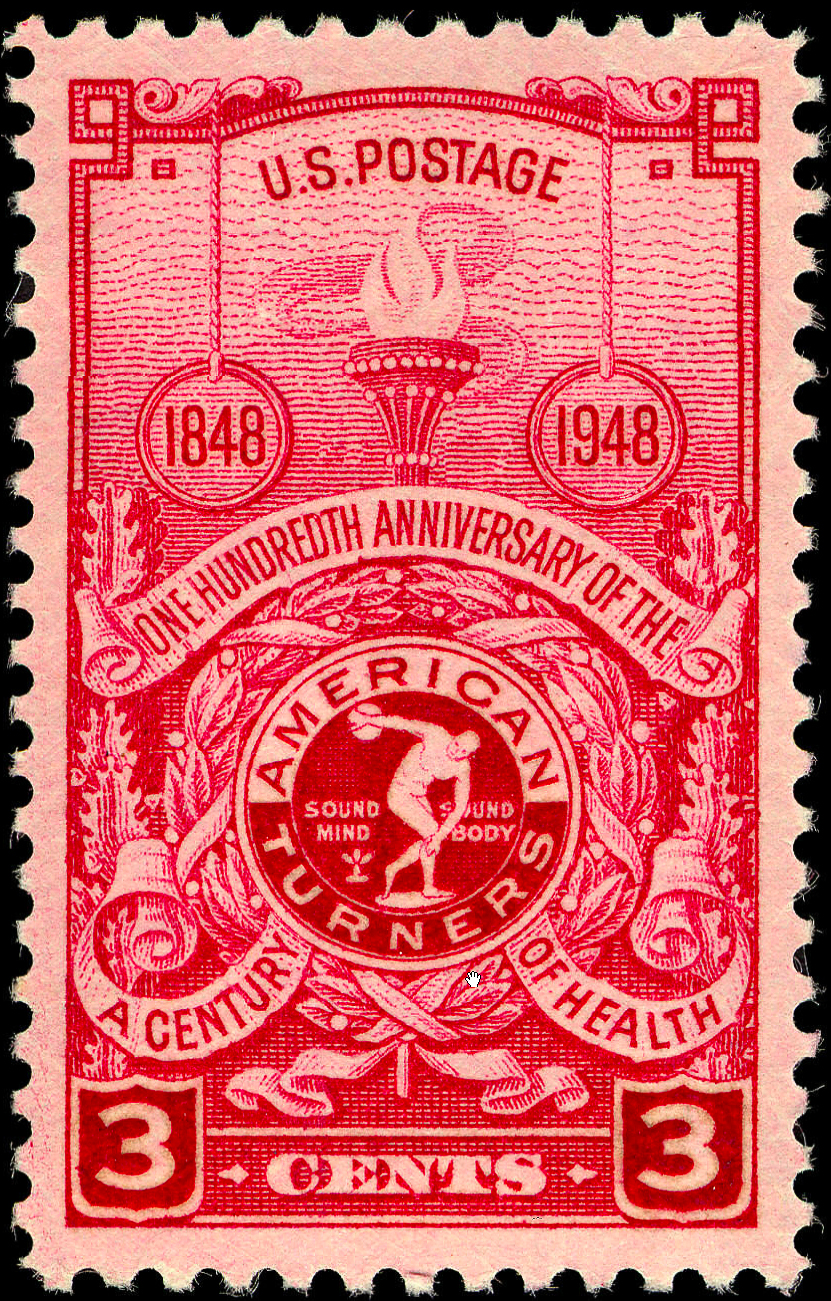
Gedenkmarke zum 100. Jubiläum der US-Turnbewegung

Wie andere deutschamerikanische Gruppen standen die Turner im Ersten Weltkrieg unter Generalverdacht, obwohl sie zu diesem Zeitpunkt nur sehr wenig Kontakt zu Deutschland hatten. Der Deutschunterricht wurde an vielen Schulen und Universitäten eingestellt, und die Bundesregierung schränkte deutschsprachige Veröffentlichungen stark ein. Die jüngere Generation forderte die ausschließliche Verwendung der englischen Sprache bei gesellschaftlichen Anlässen ein. Auf dieser Grundlage konnten viele Turnvereine fortbestehen. Assimilation und die beiden Weltkriege mit Deutschland bewirkten einen allmählichen Mitgliederrückgang. Viele Turnhallen wurden geschlossen oder wurden zu Tanzsälen, Kneipen oder Bowlinghallen umgenutzt. 2011 bestanden noch 54 Turnvereine. Der derzeitige Hauptsitz des amerikanischen Turnverbandes befindet sich in Louisville, Kentucky.
1948 gab die US-Post anlässlich des 100. Jahrestages der Bewegung in den Vereinigten Staaten eine 3-Cent-Gedenkmarke heraus.
Der 1854 gegründete Turnverein in Sacramento gilt als der älteste bestehende in den USA. Der Turnverein Vorwärts in Fort Wayne besaß von 1906 bis 1966 das Hugh McCulloch House.:2 Dieses wurde 1980 in das National Register of Historic Places aufgenommen.

## Galerie

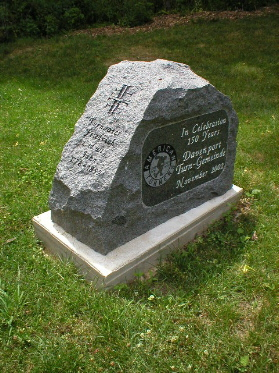
Denkmal der Turngemeinde Davenport in Iowa

### Zeitgenössische Bilder vomTurnvereinin Milwaukee

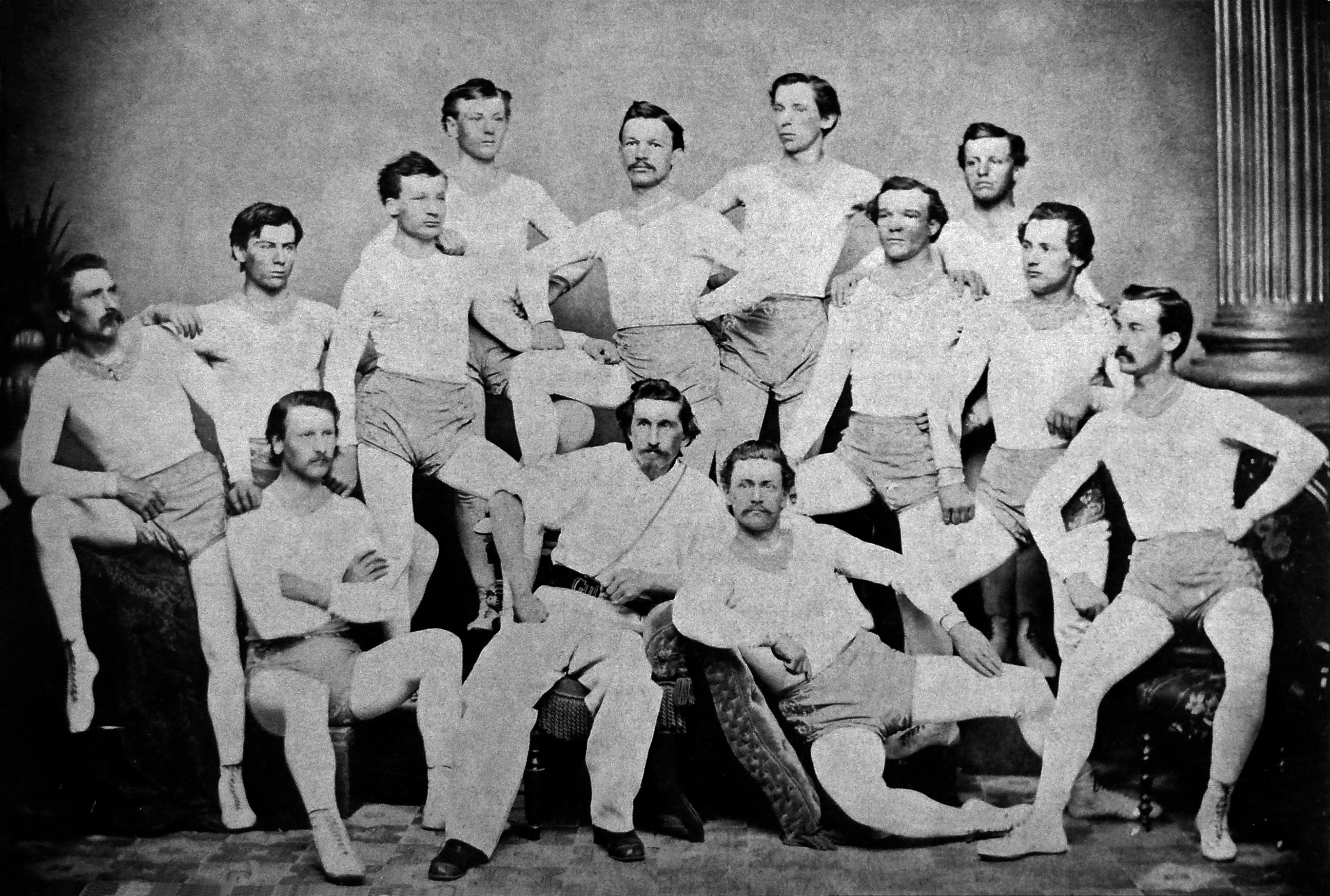
1866
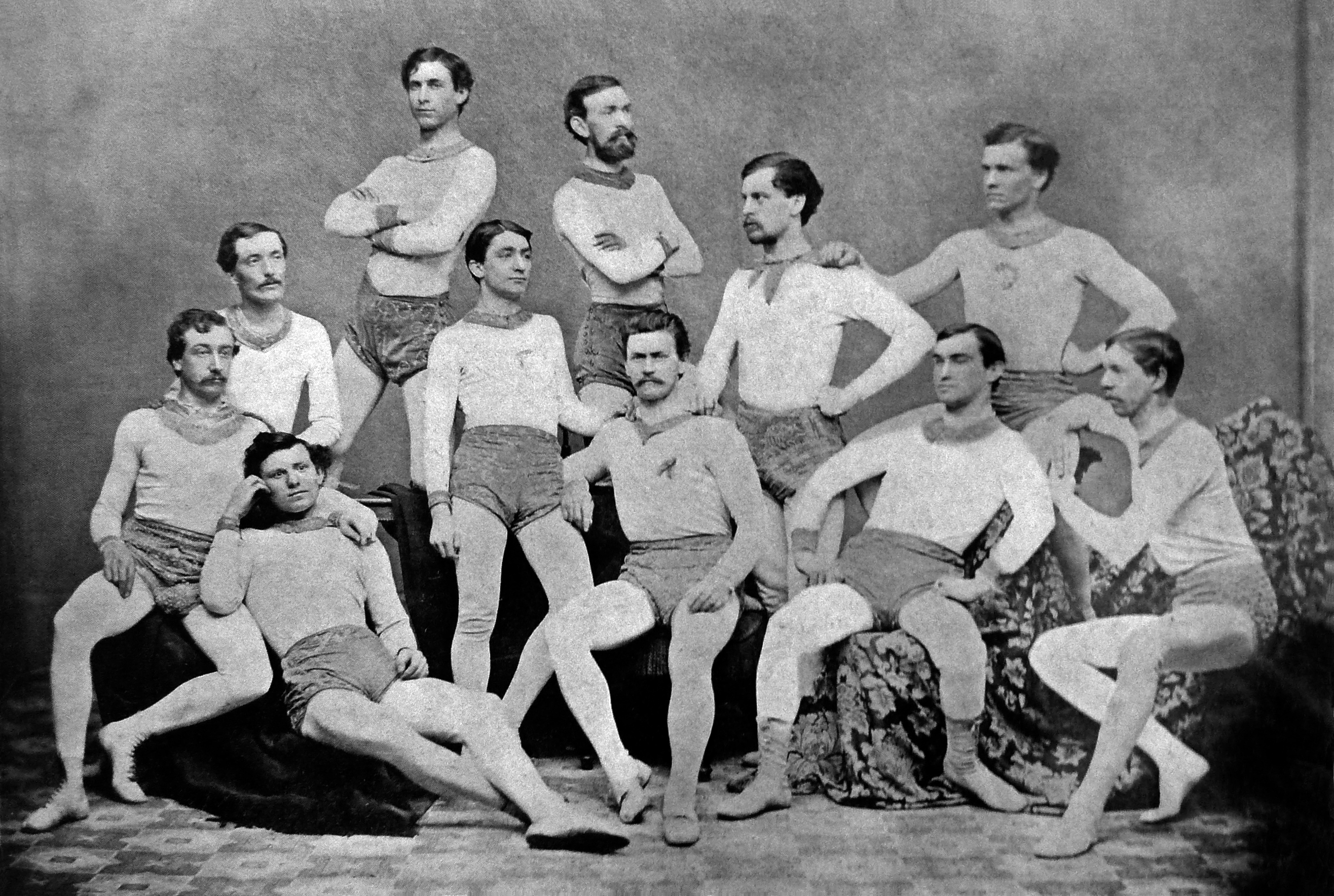
1869
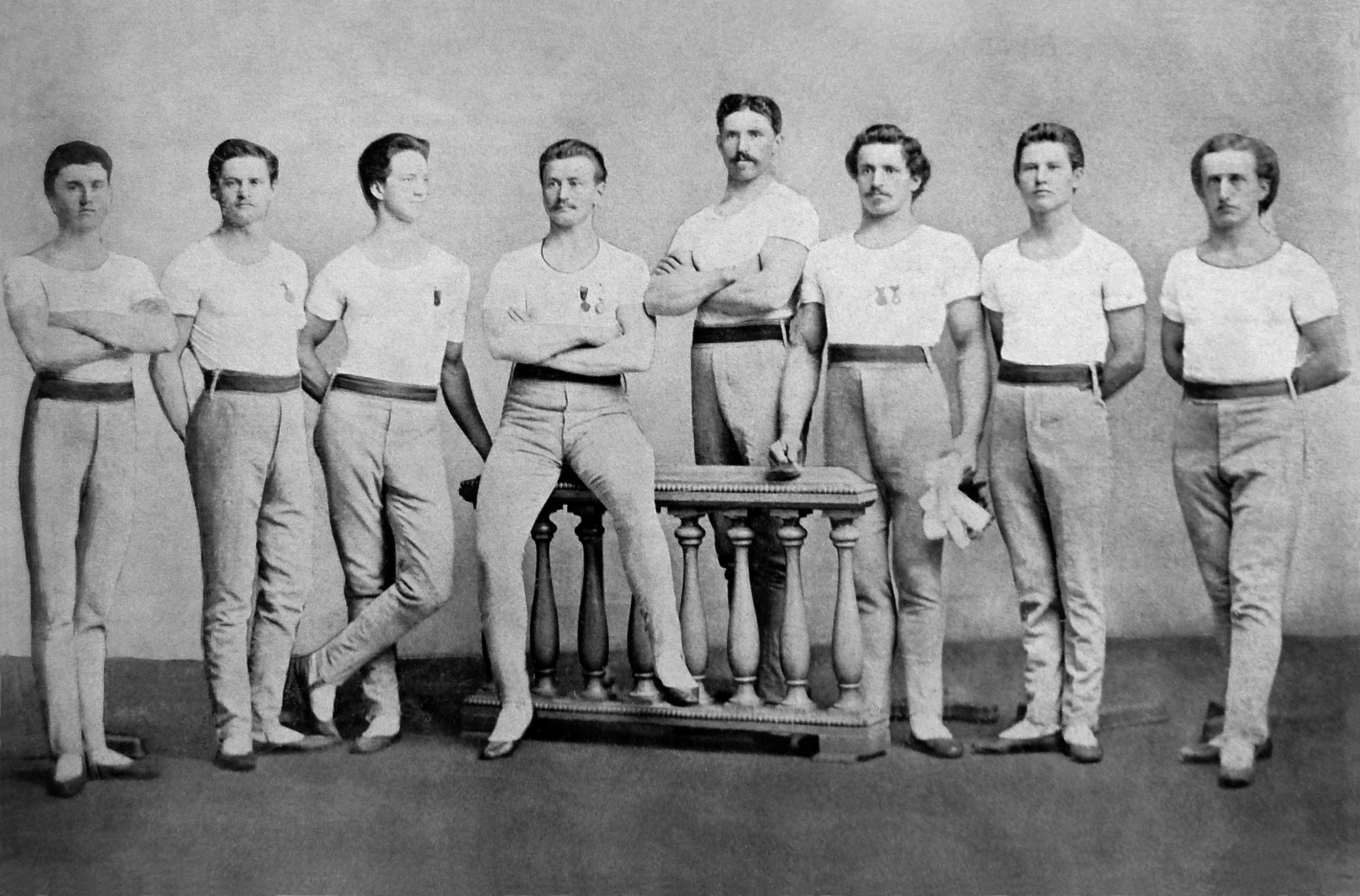
1875
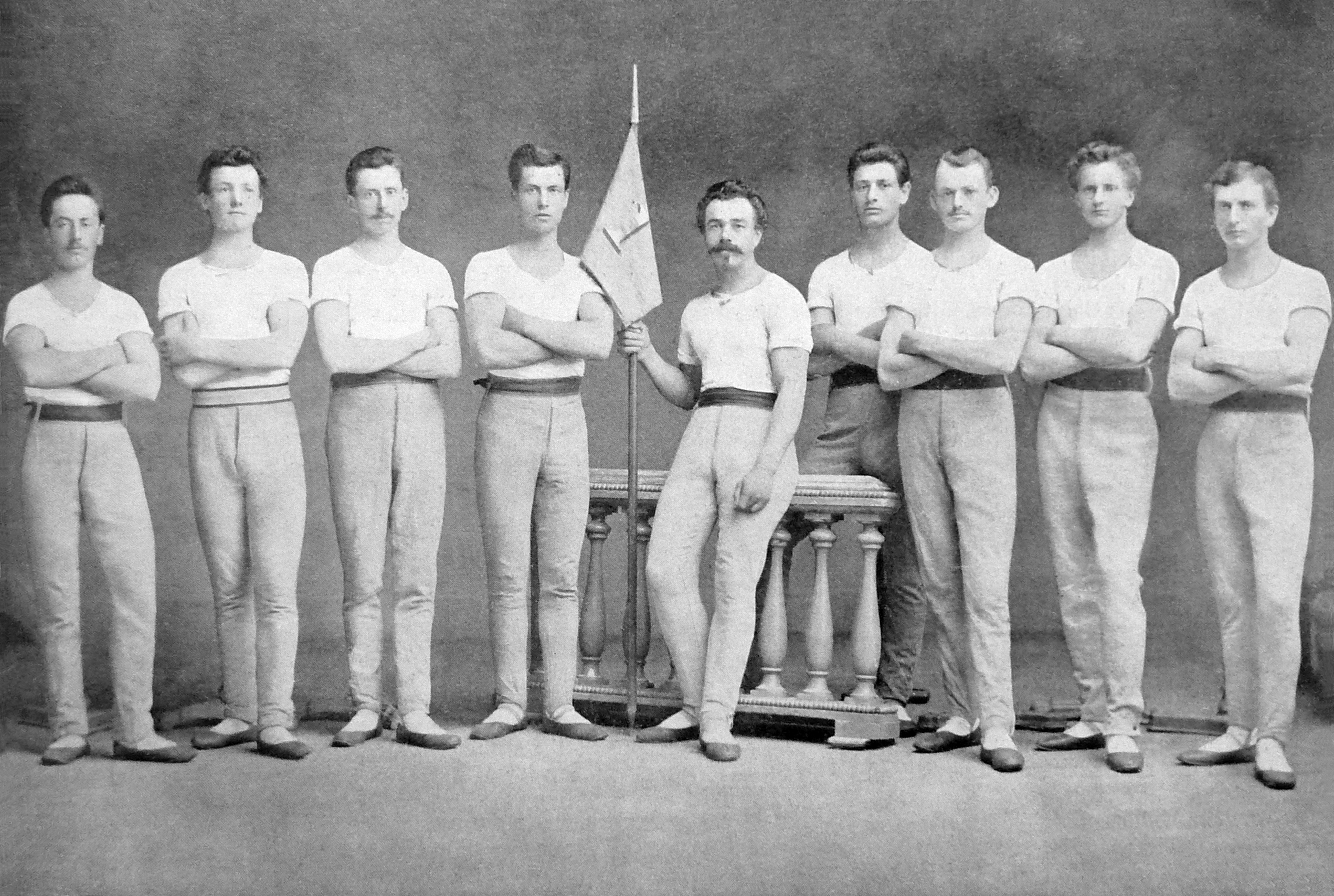
1879
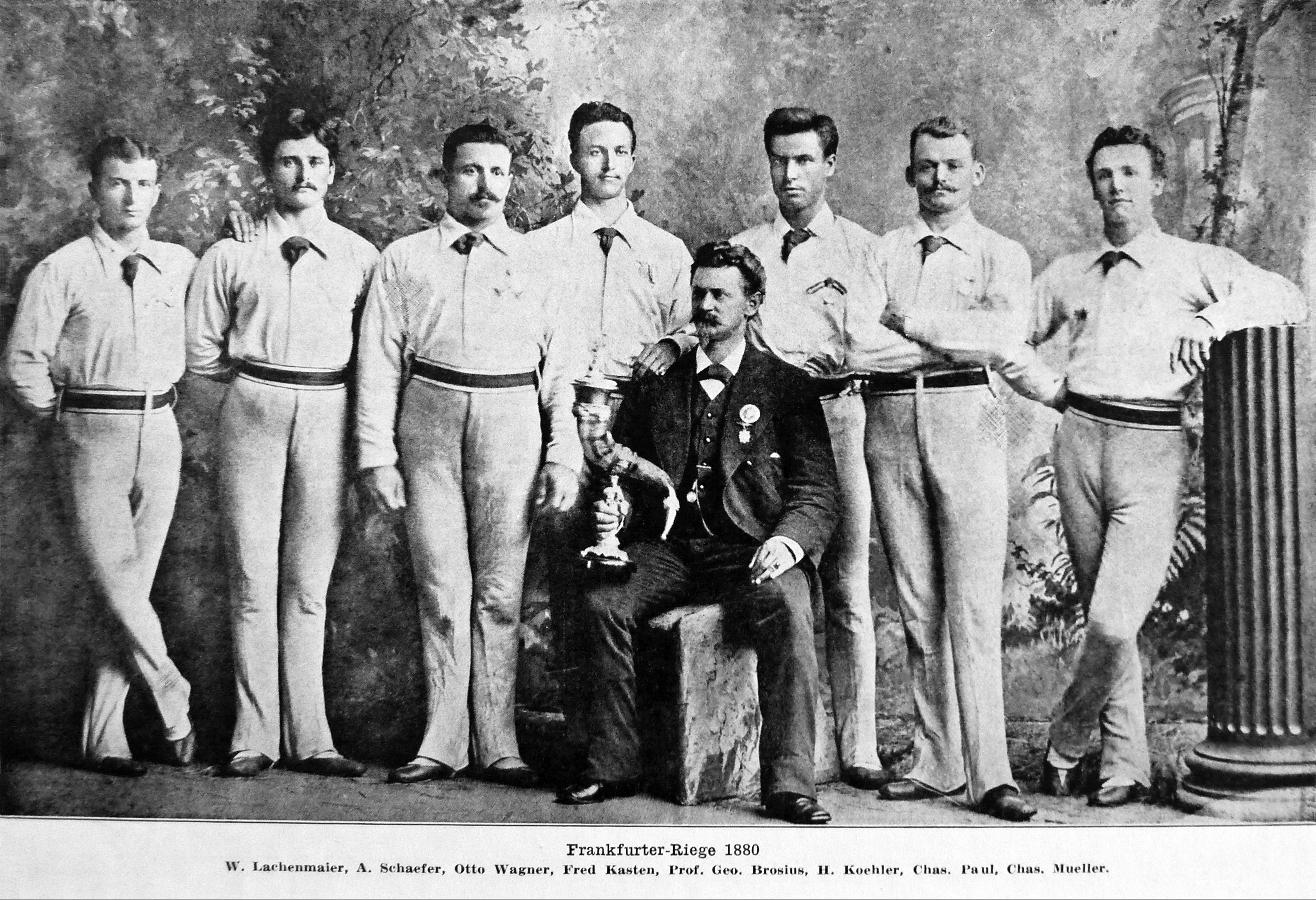
1880
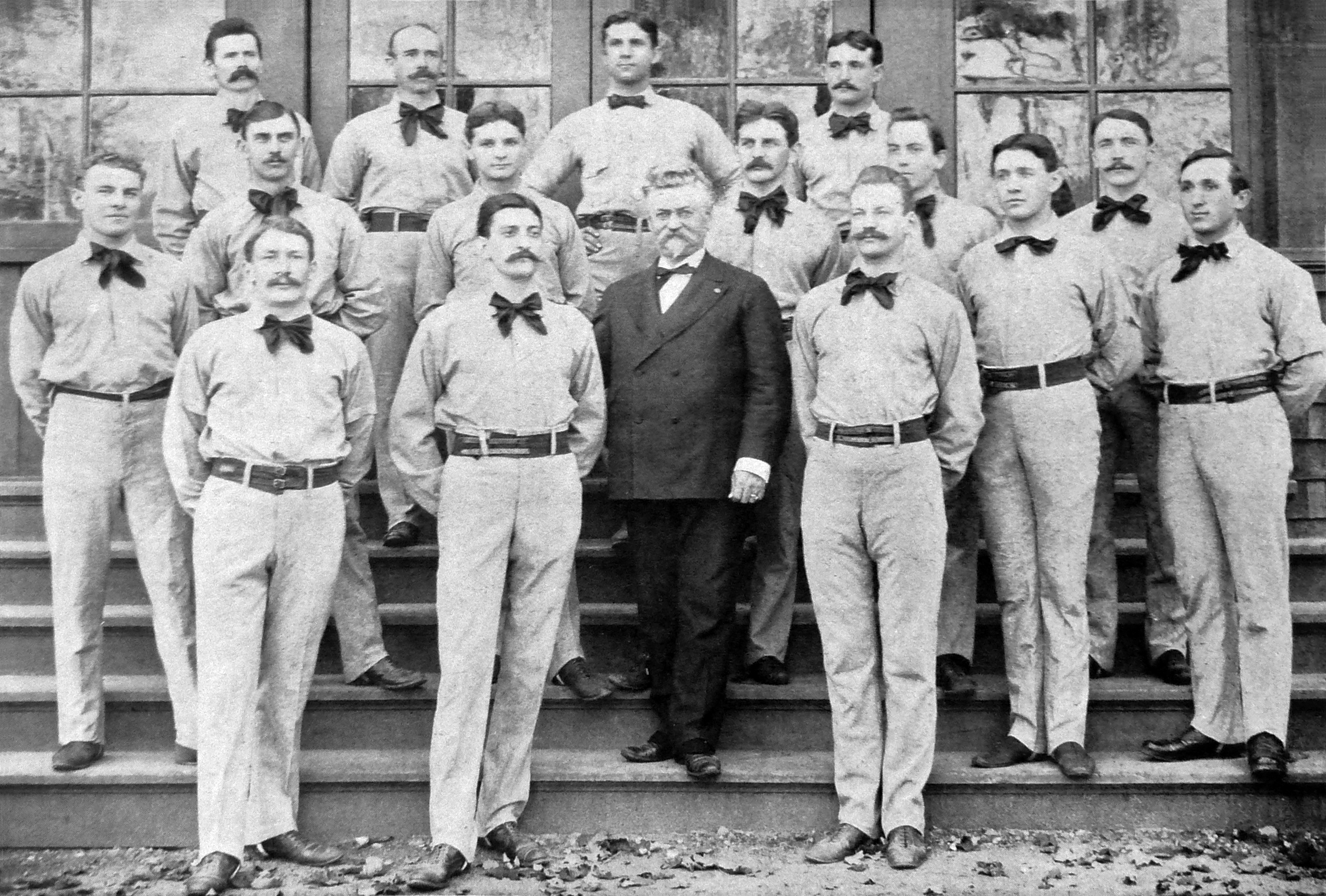
1900
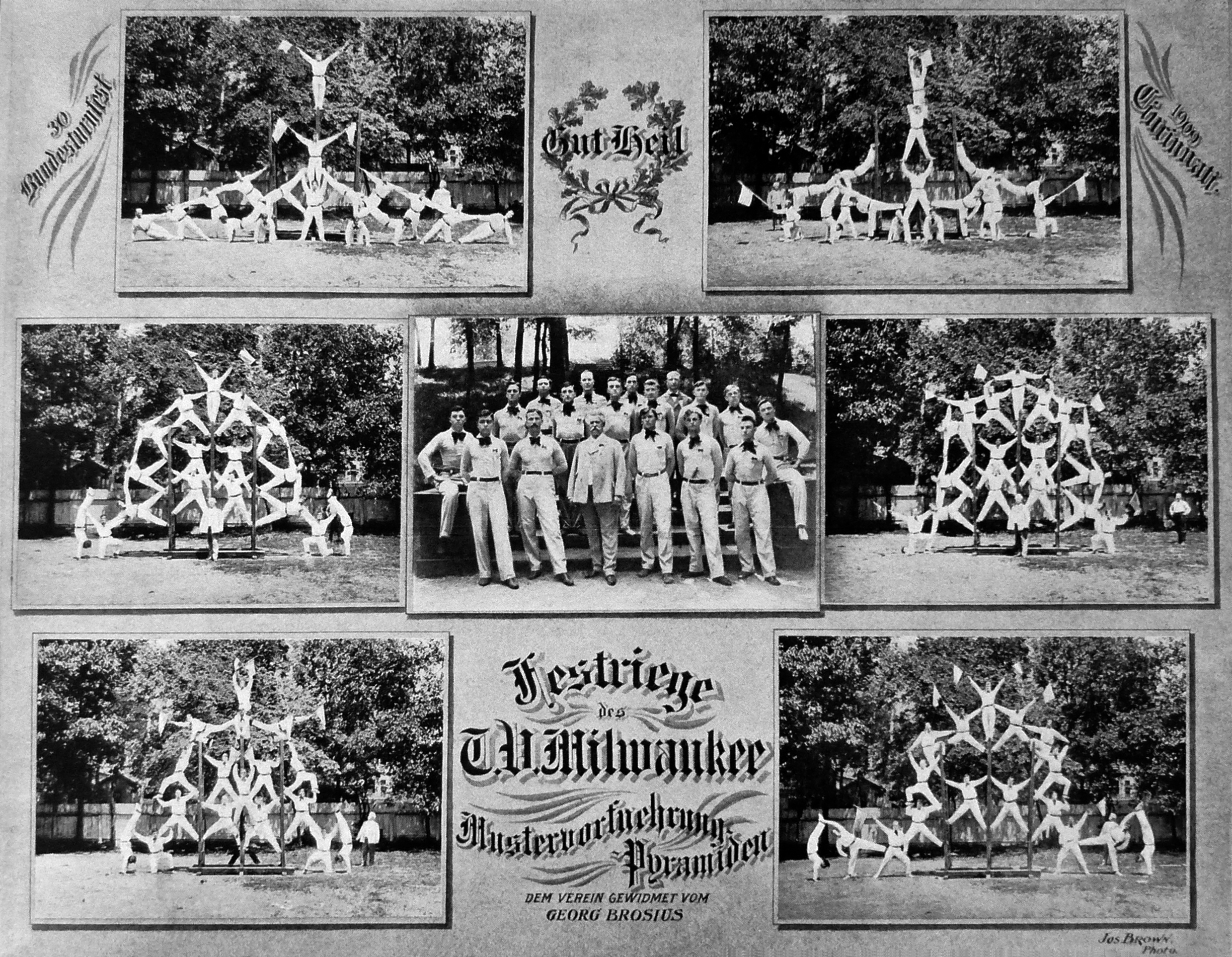
1909
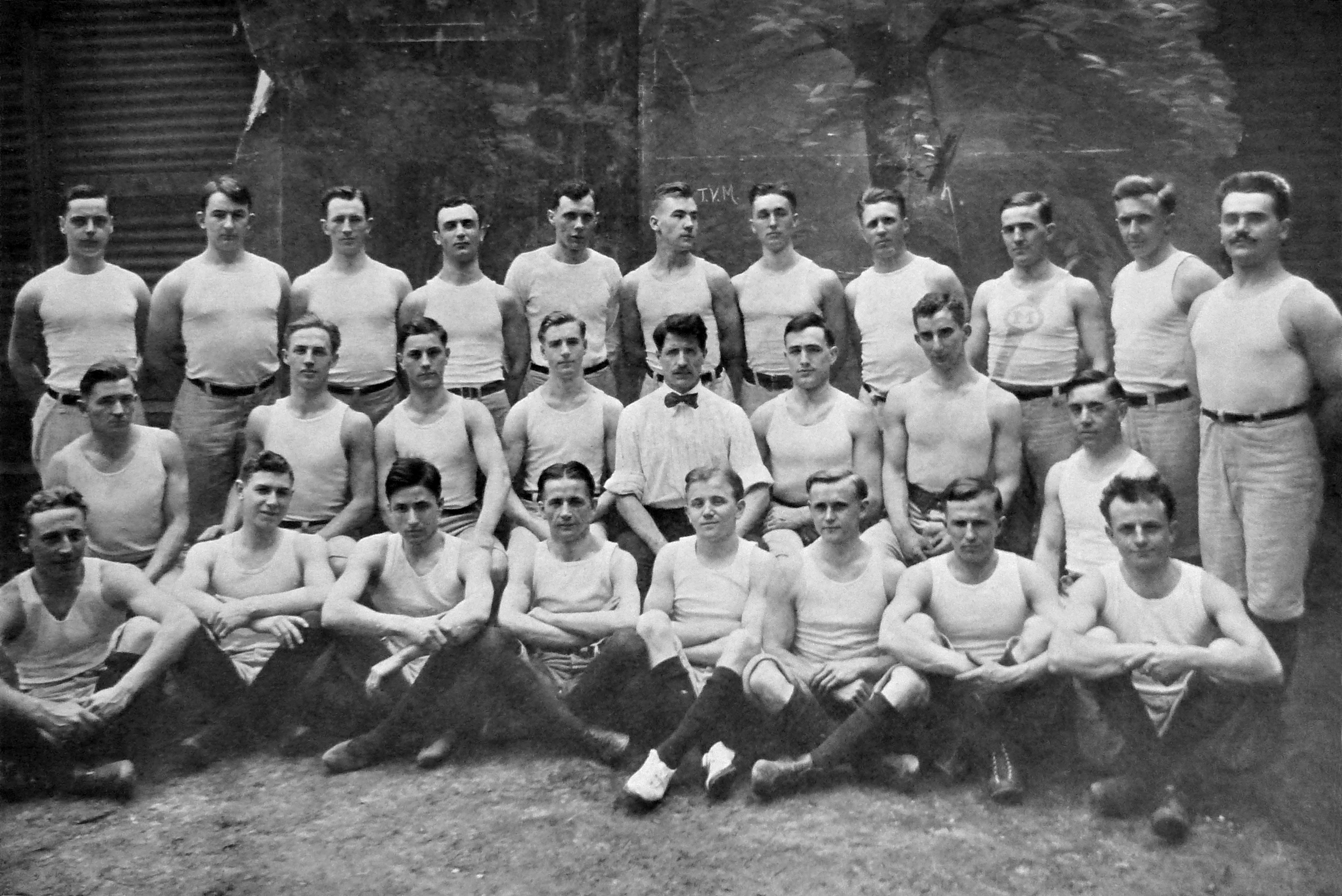
1915

### Andere Turnvereine in Wisconsin 1915

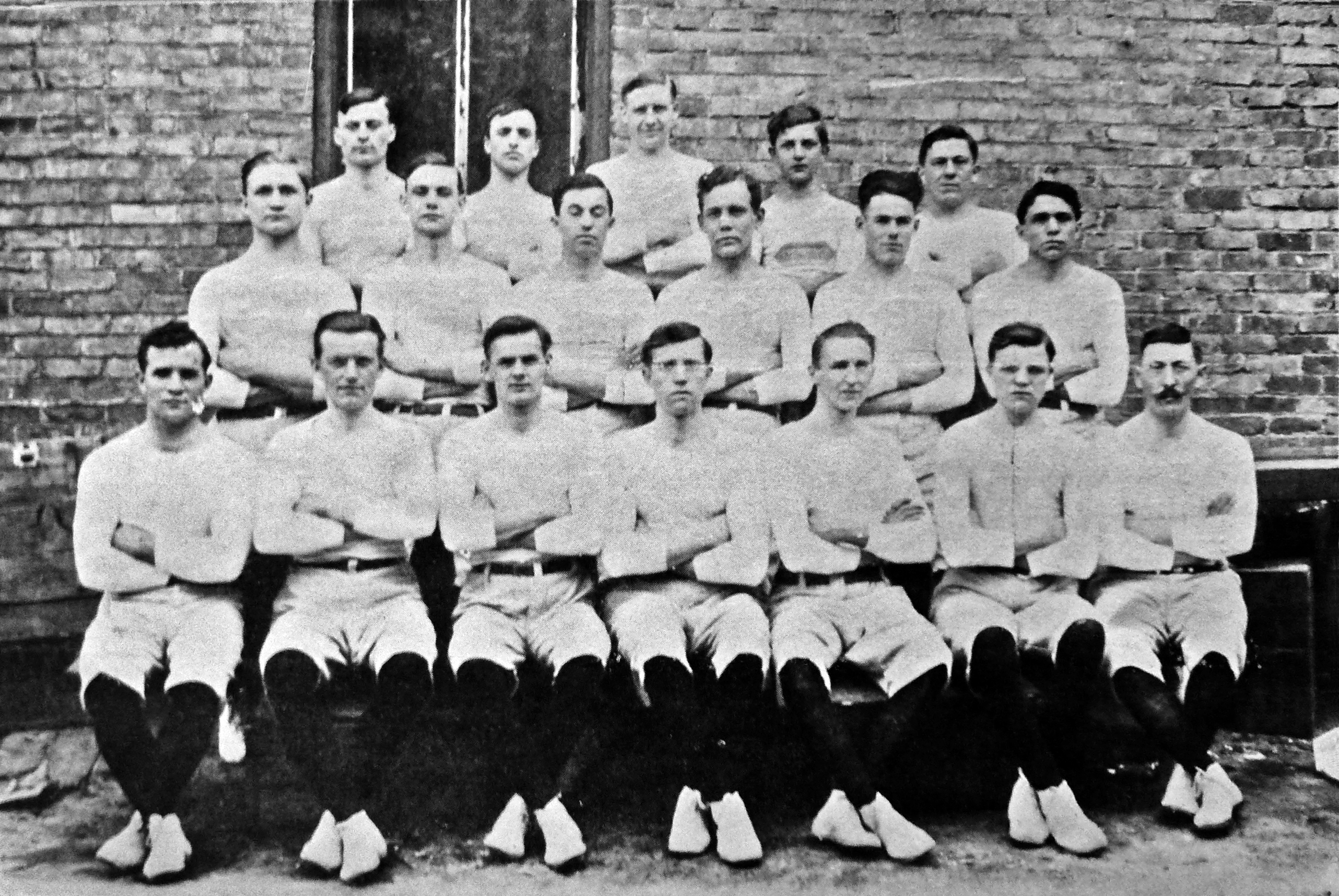
Kenosha
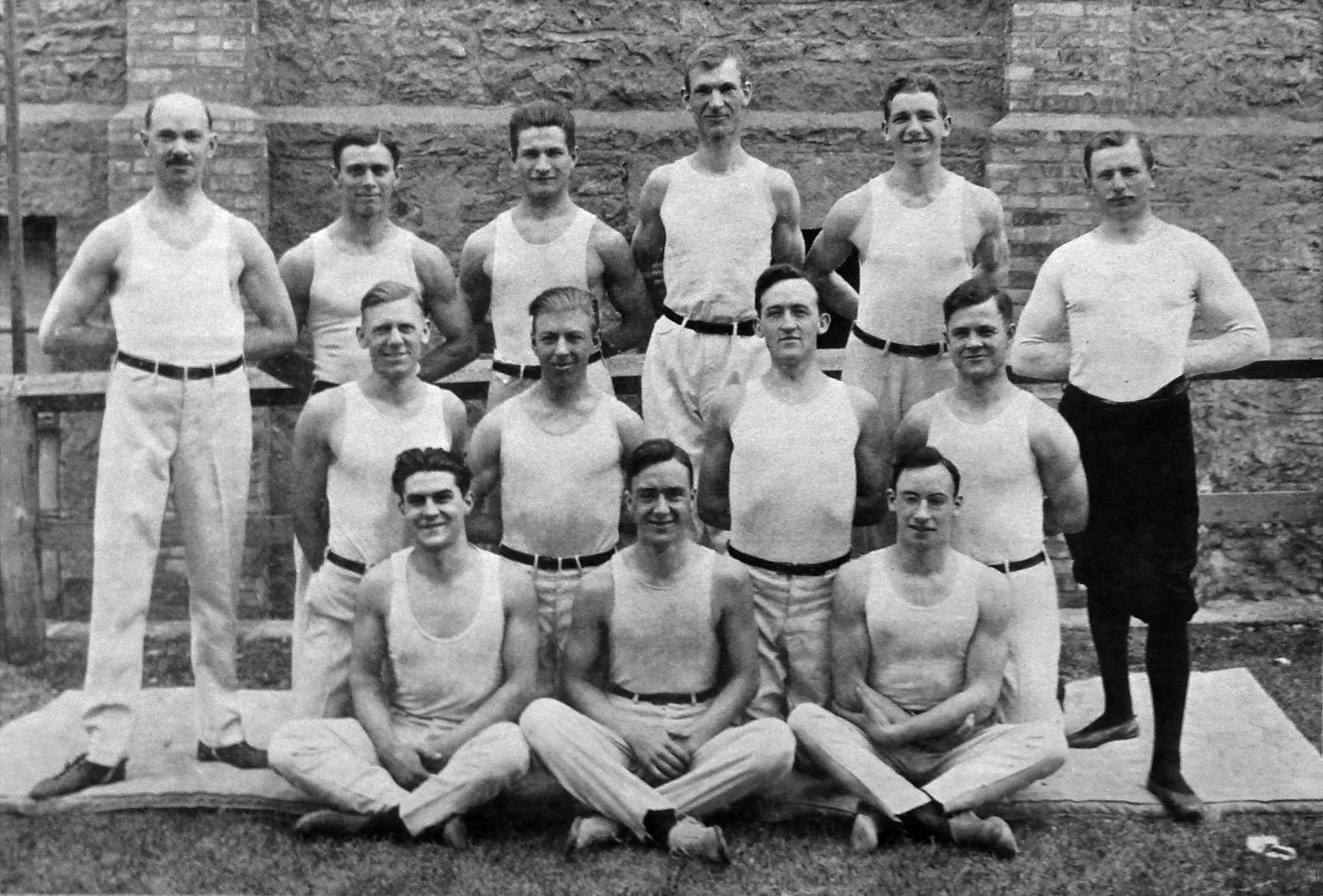
Madison
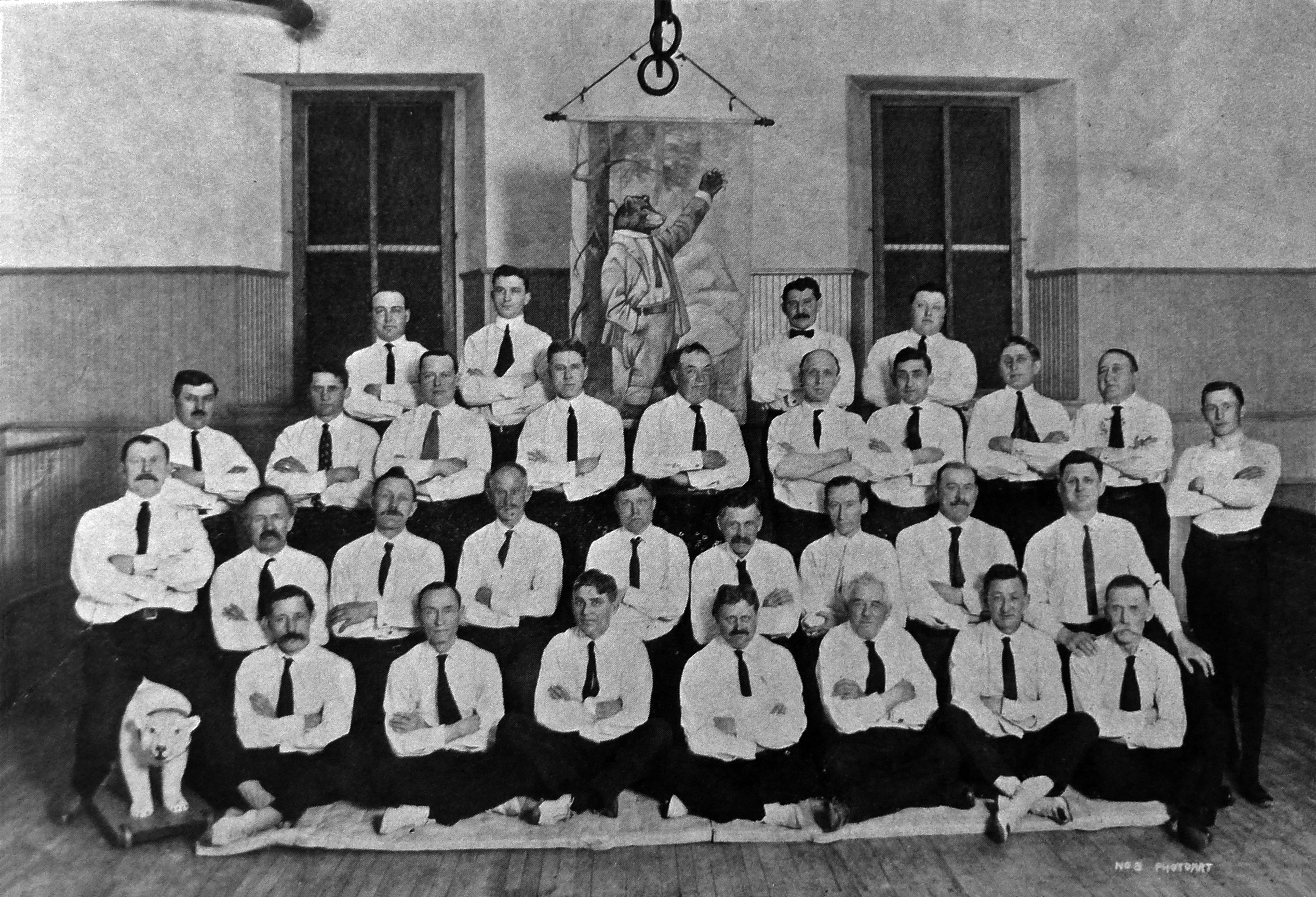
Madison Bears (Alte Herren)
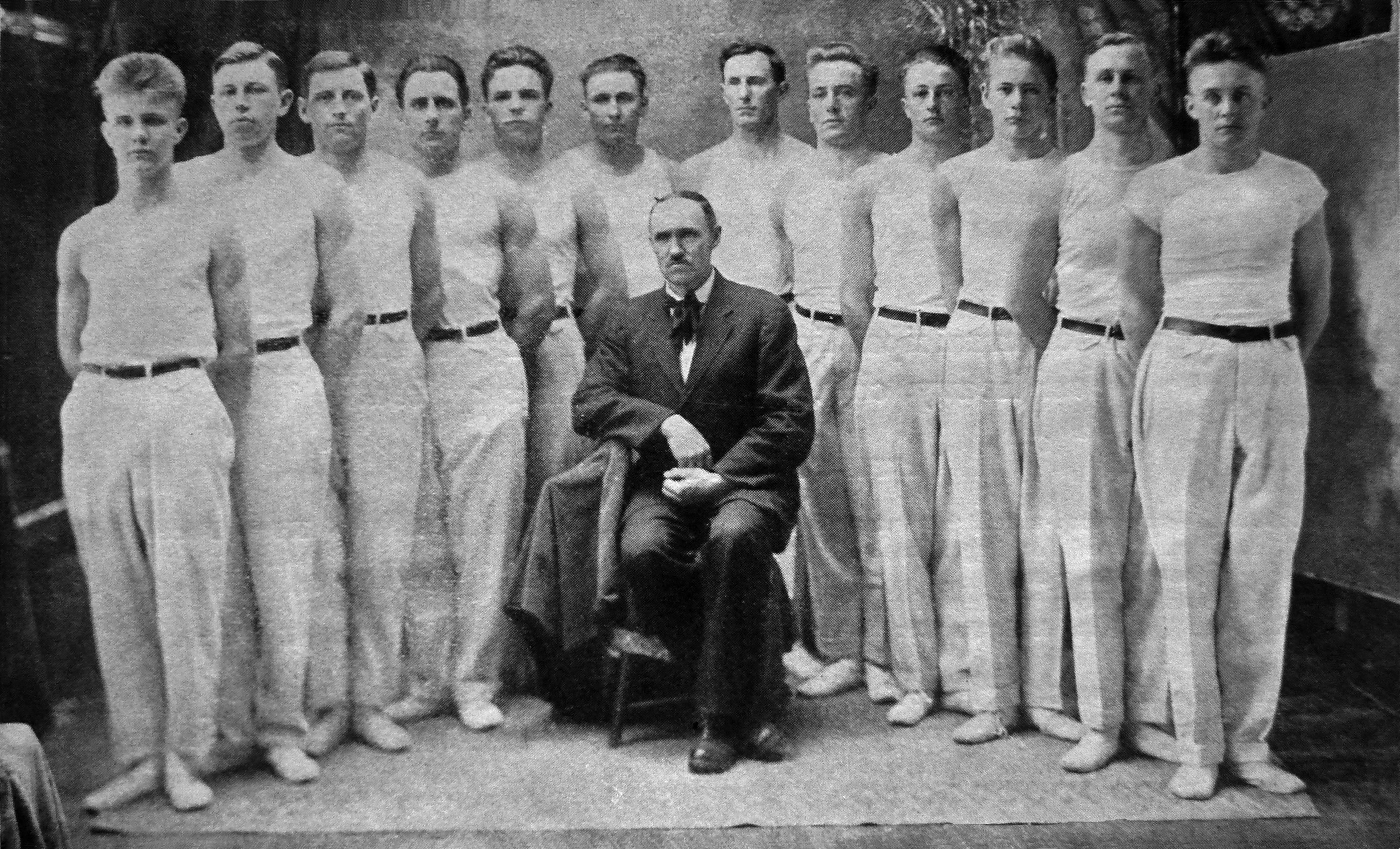
New Holstein
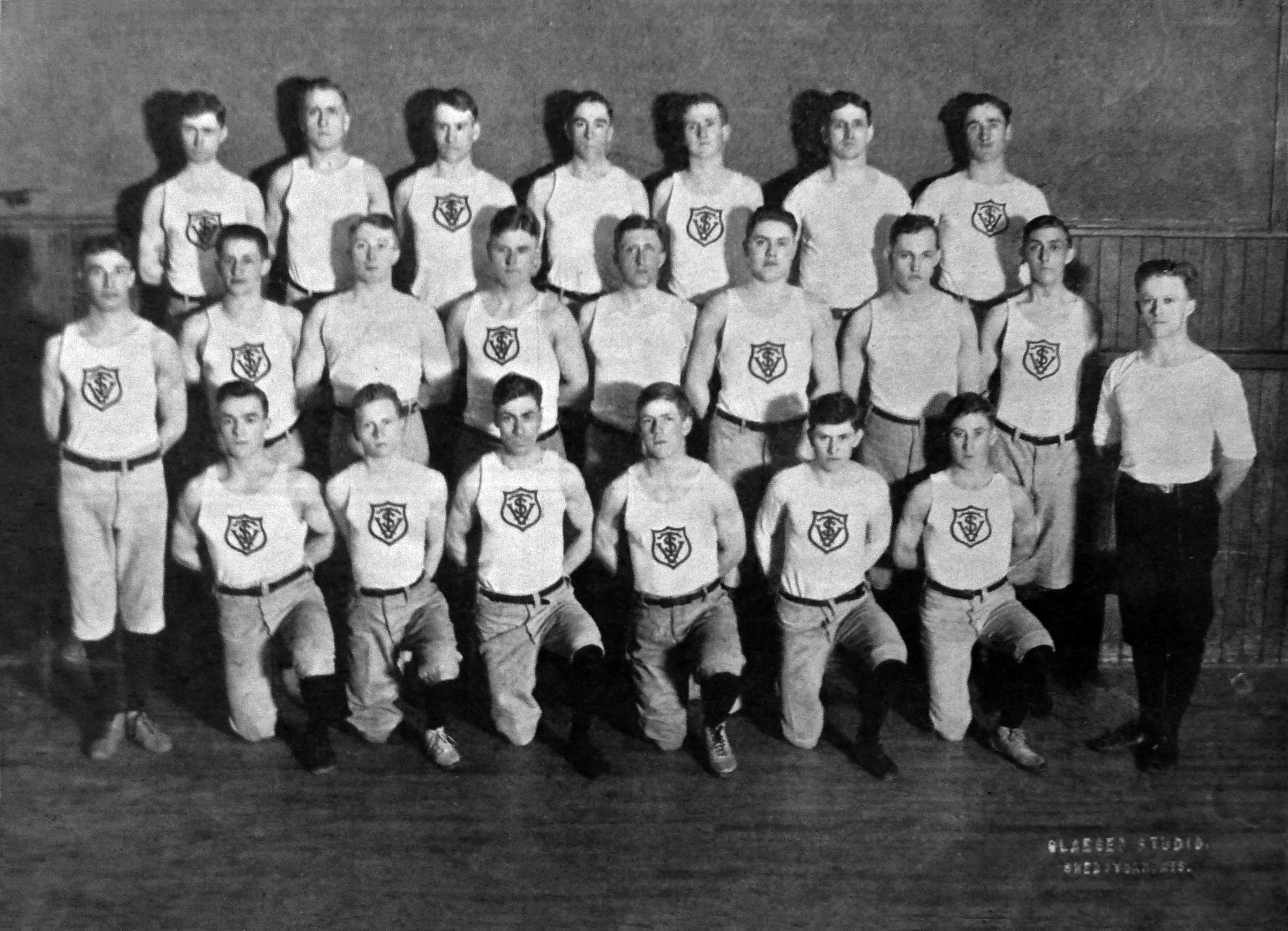
Sheboygan

### Amerikanische Gedenkplaketten am Berliner Jahndenkmal

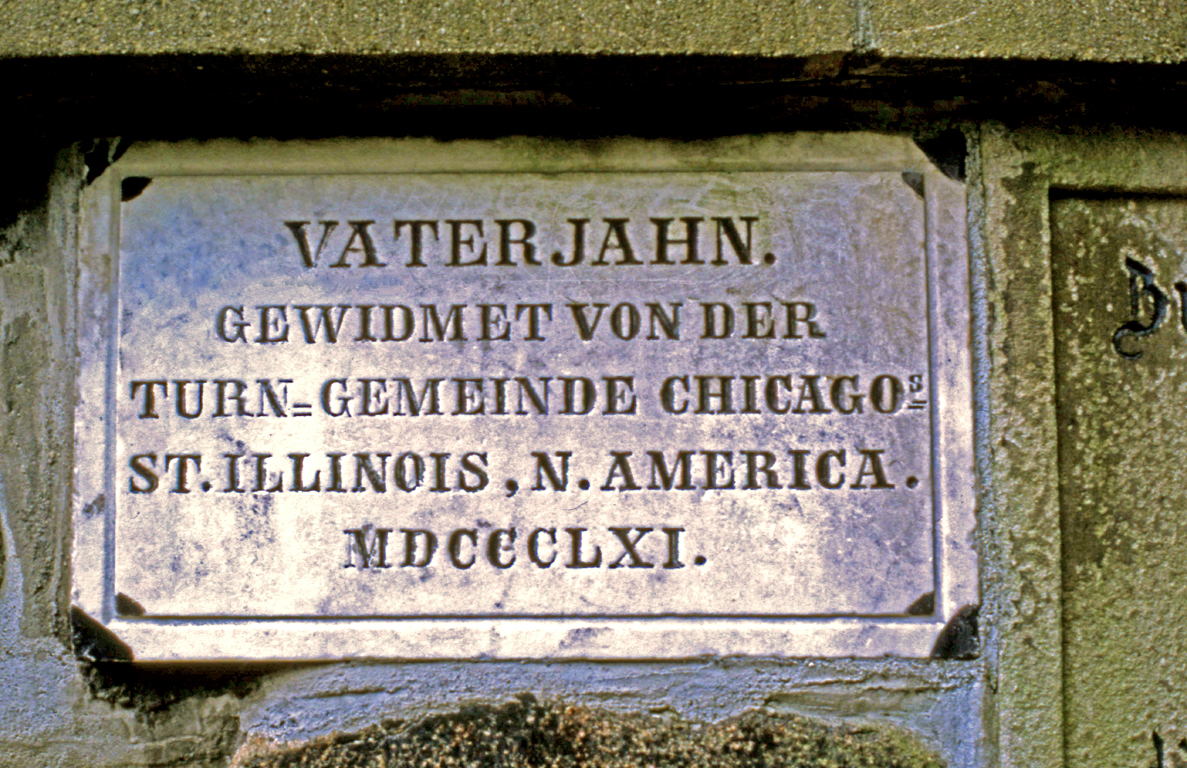
Chicago, 1861
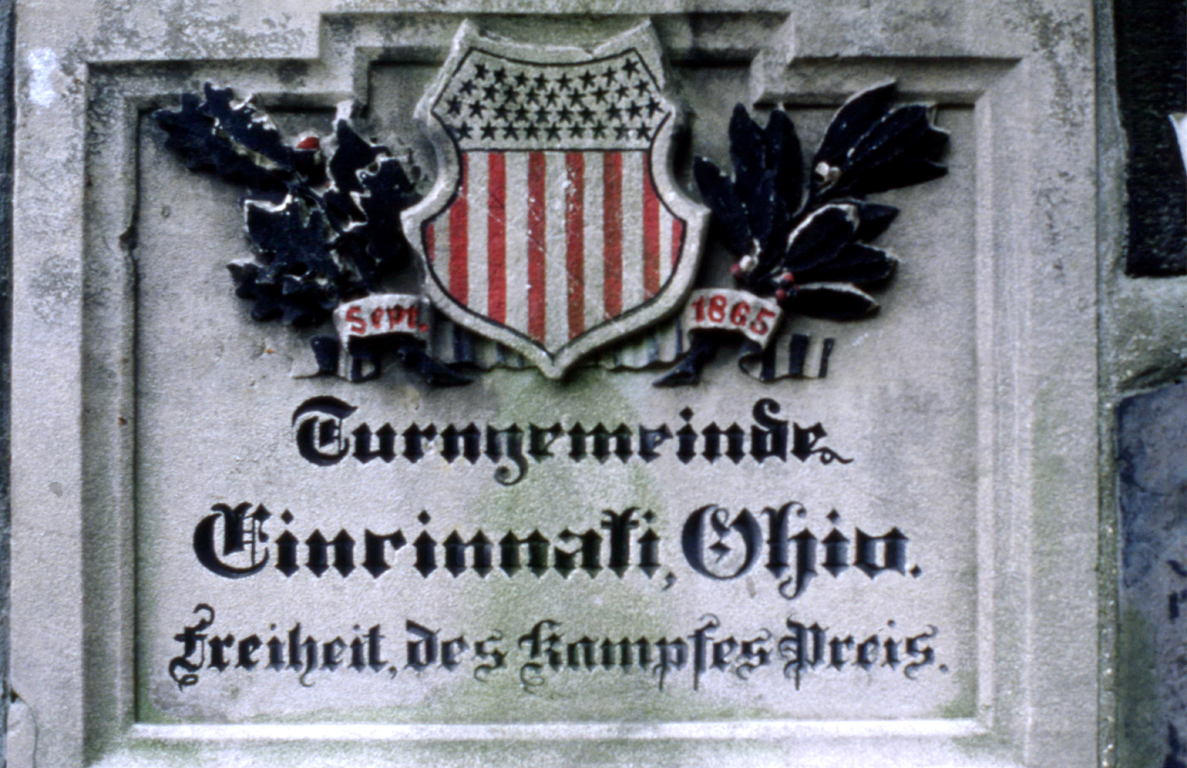
Cincinnati, 1865
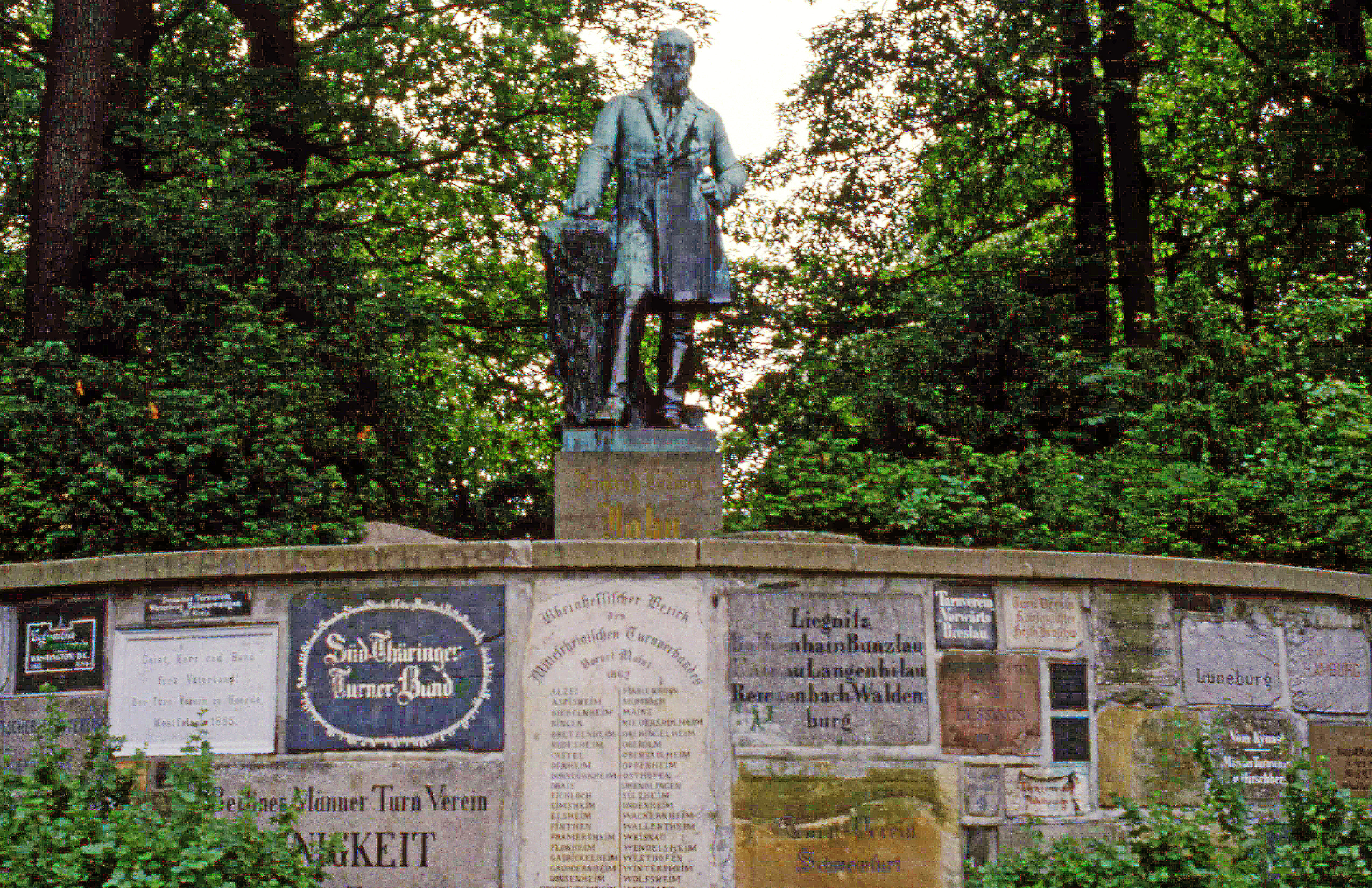
Jahn-Denkmal mit Gedenkplatten
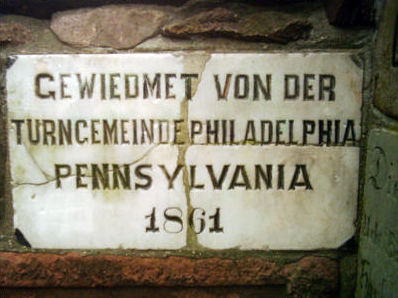
Philadelphia, 1861
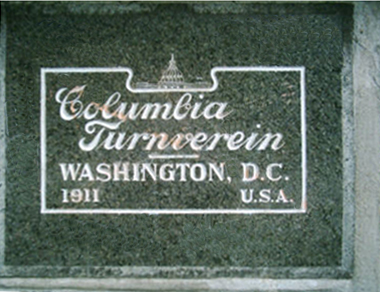
Washington, D.C., 1911

### Turner Halls

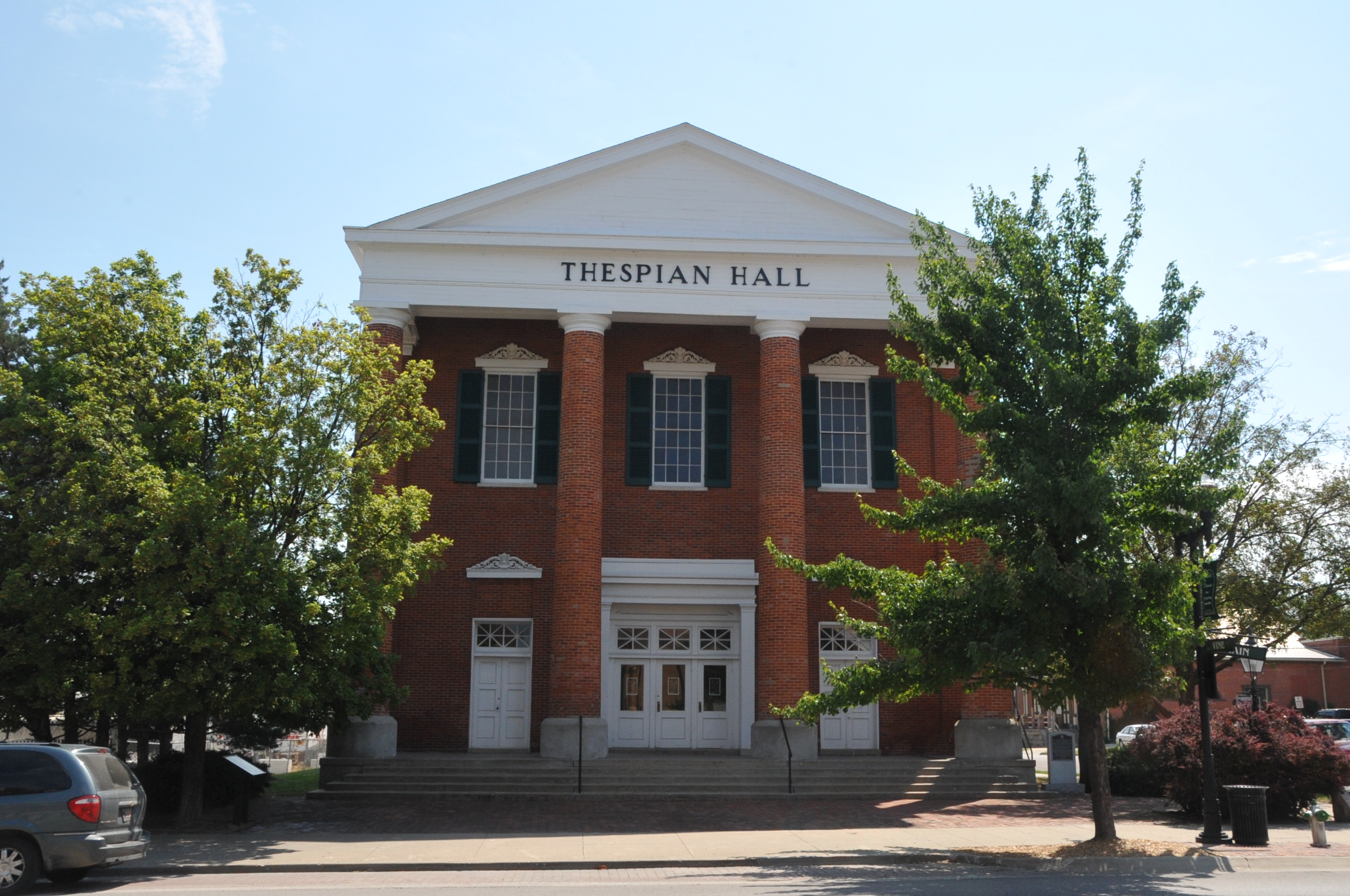
Turner Hall Boonville, Missouri
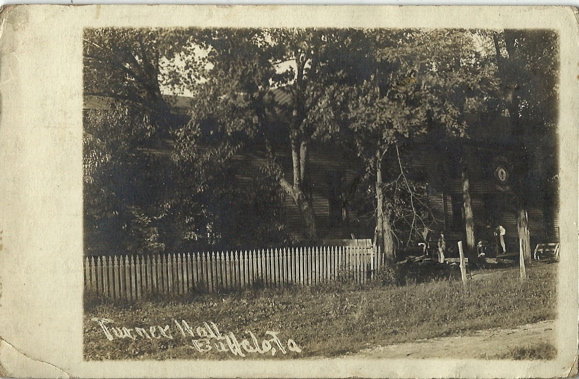
Turner Hall Buffalo, Iowa
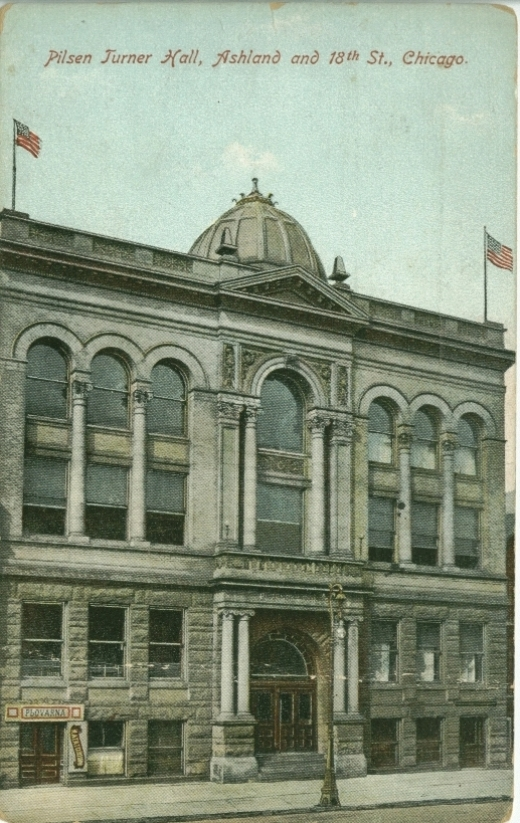
Pilsen Turner Hall, Chicago, Illinois
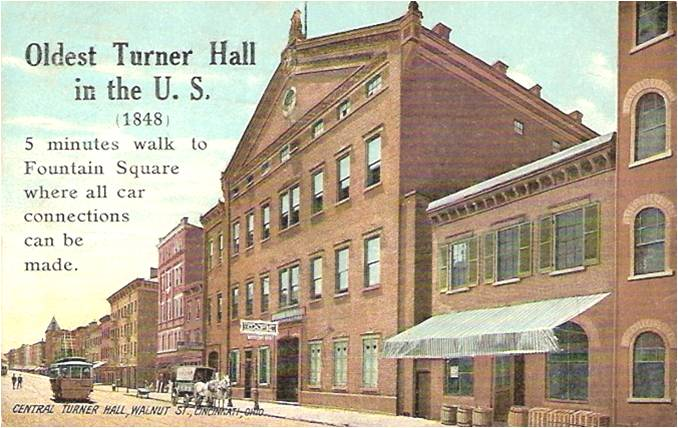
Central Turner Hall (1848), Cincinnati, Ohio
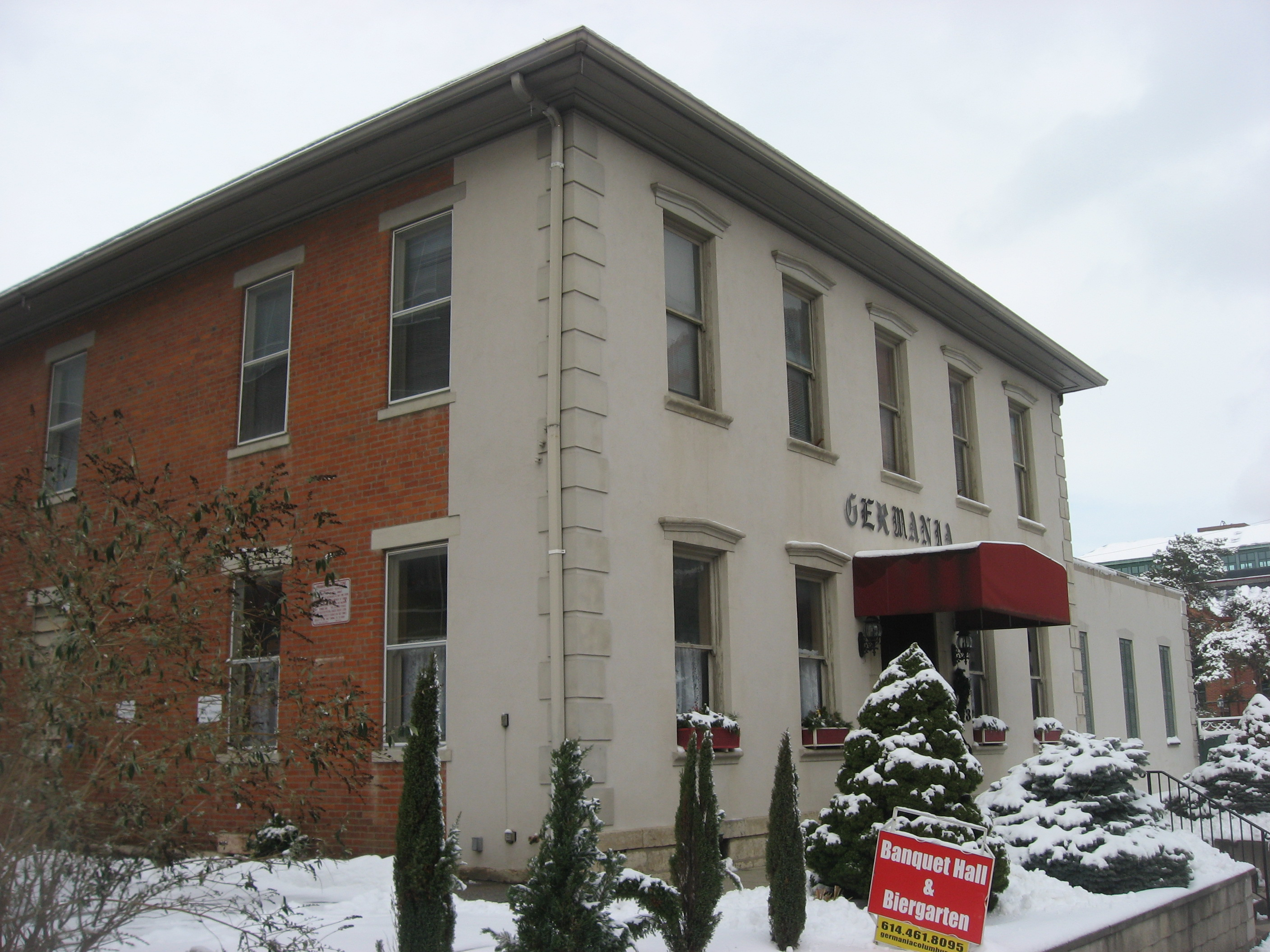
Germania Singing and Sport Society, Columbus, Ohio
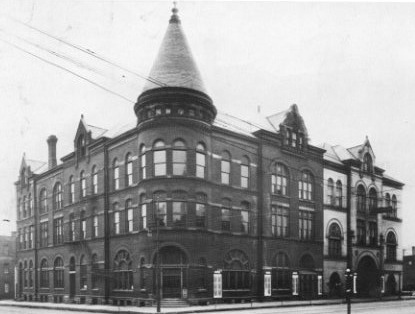
Central Turner Hall (1888), Davenport, Iowa
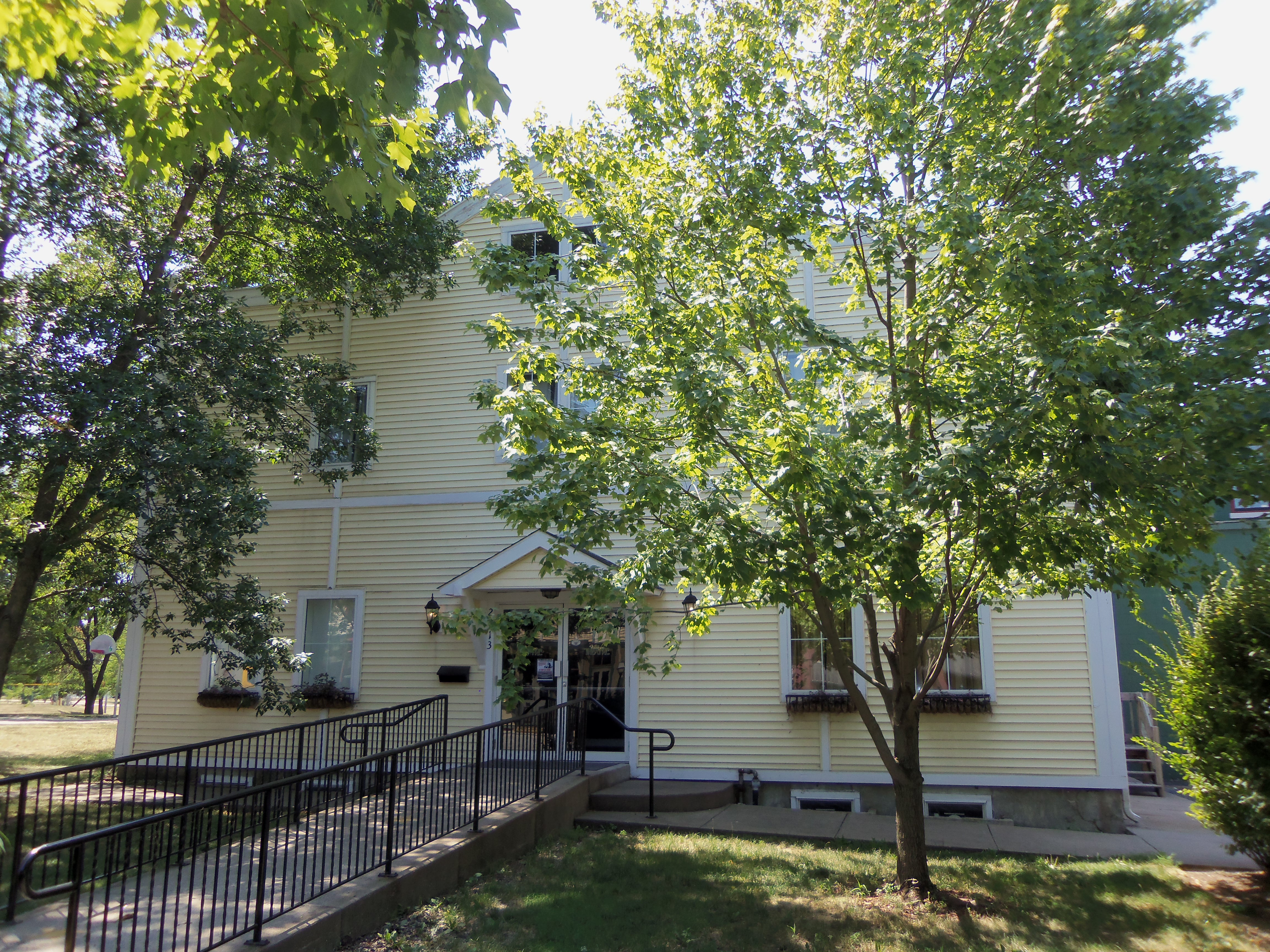
East Turner Hall (1891), Davenport, Iowa
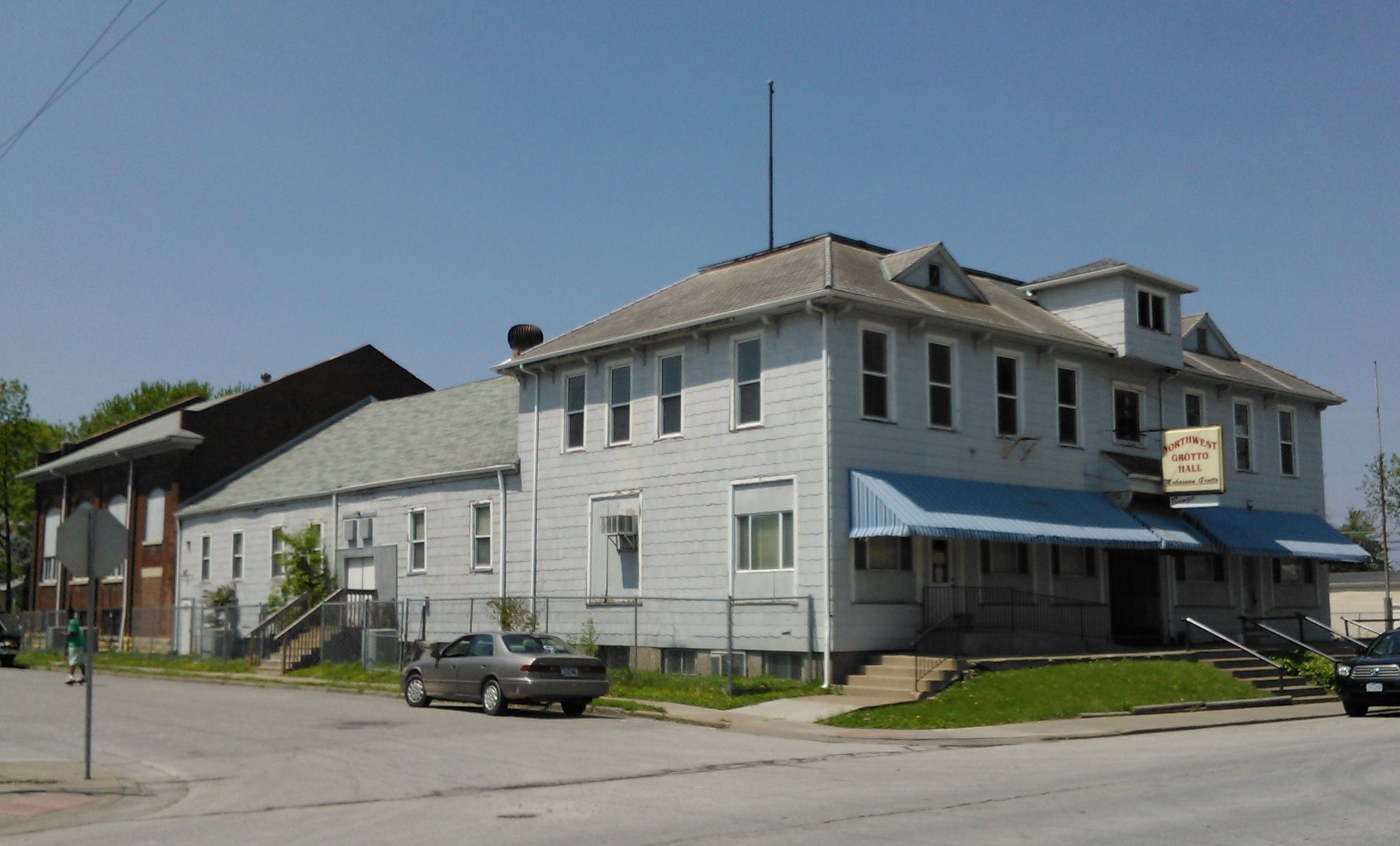
Northwest Turner Hall (1882), Davenport, Iowa
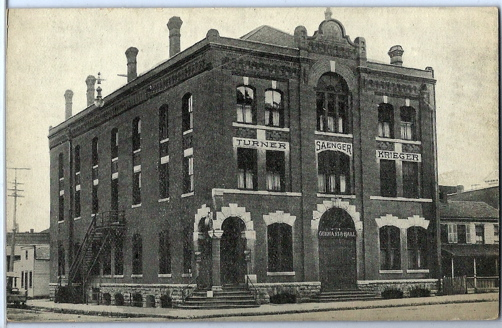
Turner Hall Dubuque, Iowa
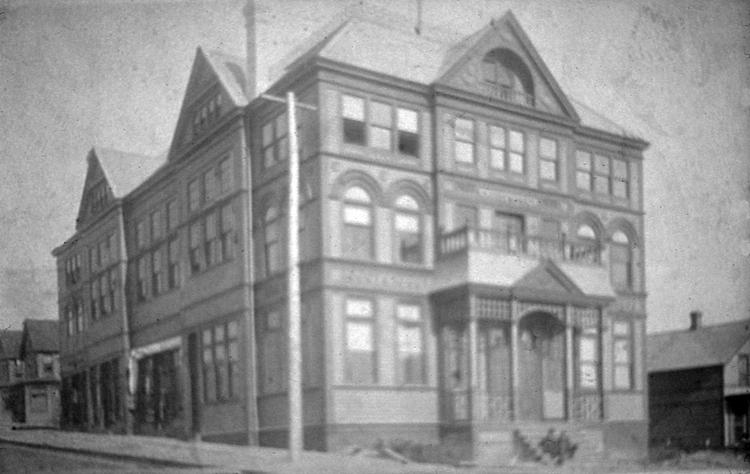
Turner Hall (1888), Duluth, Minnesota
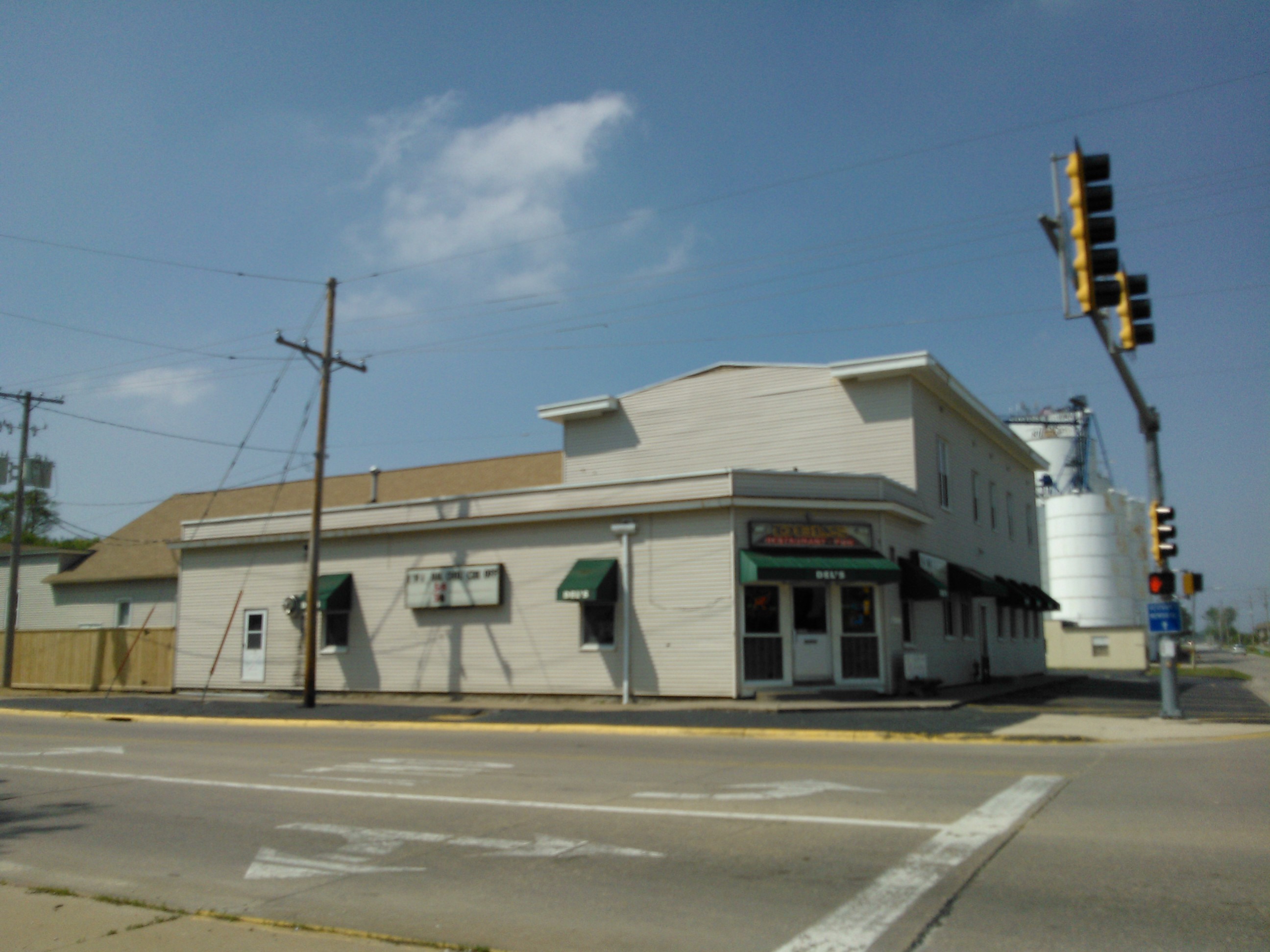
Eldridge Turn-Halle, Eldridge, Iowa
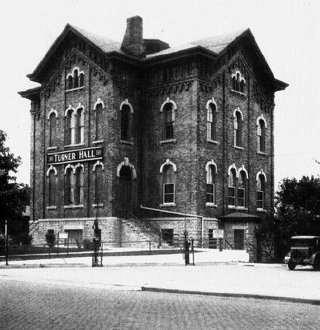
Elgin Turners Elgin, Illinois
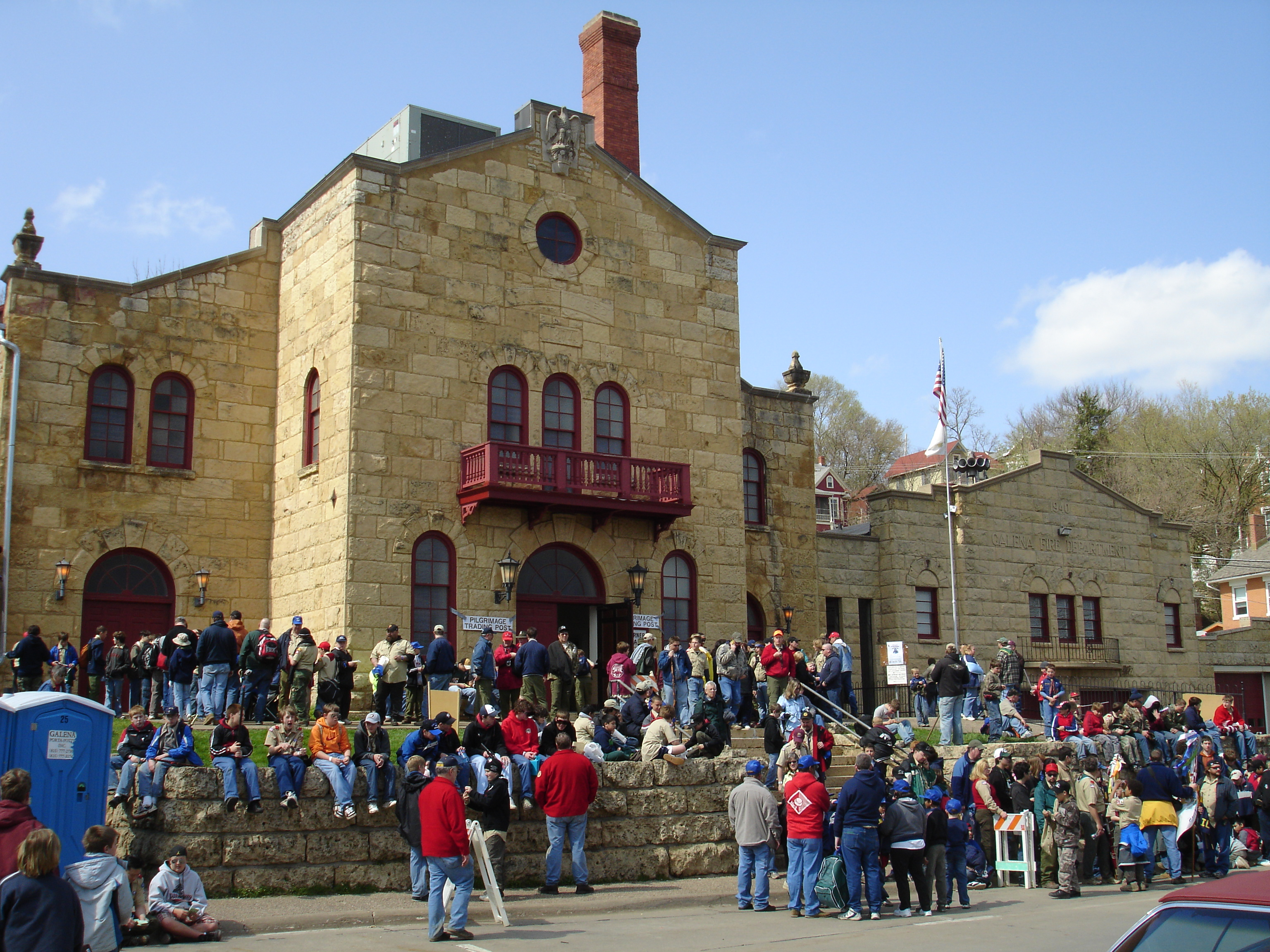
Turner Hall Galena, Illinois
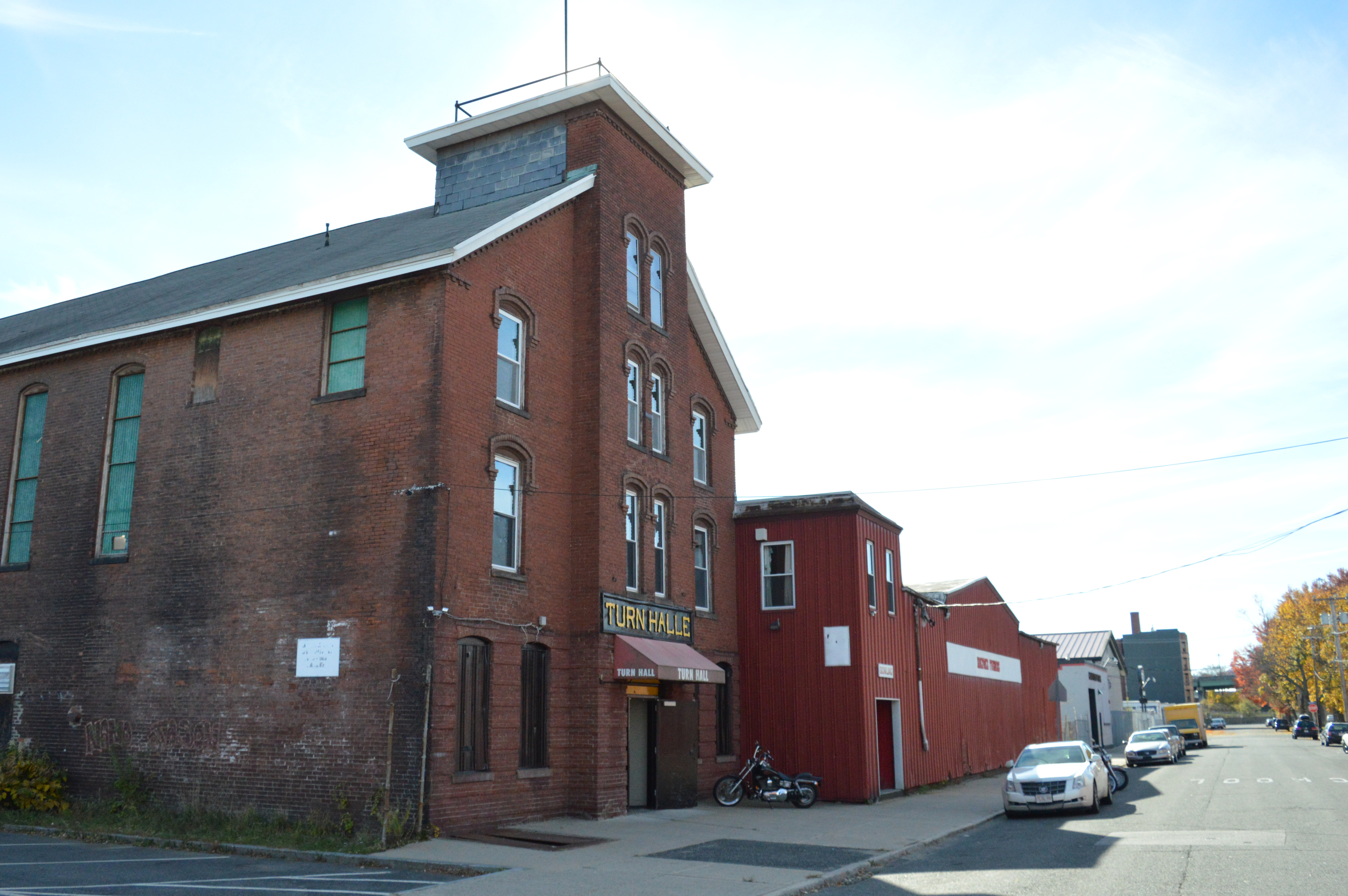
Holyoke Turner Hall Holyoke, Massachusetts
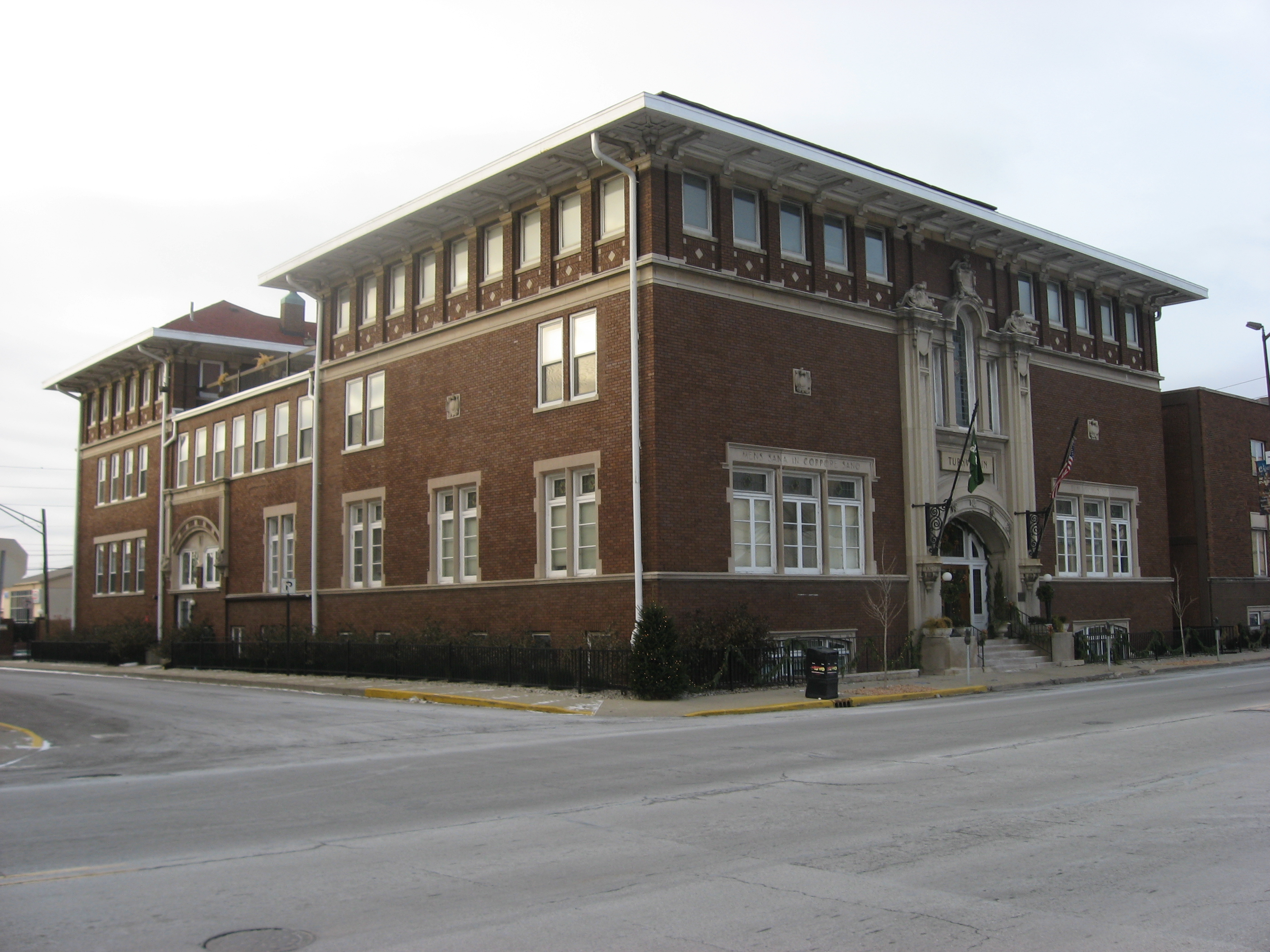
Independent Turnverein Indianapolis, Indiana
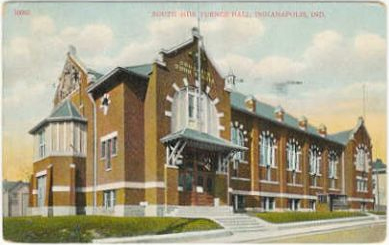
South Side Turner Hall, Indianapolis, Indiana
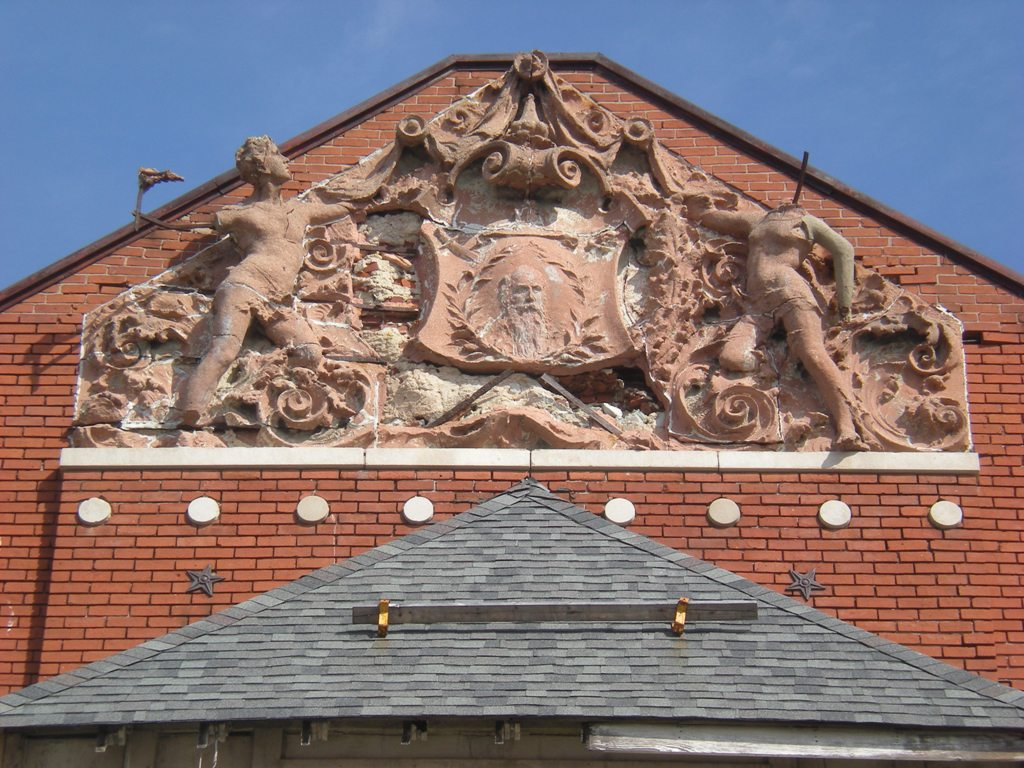
Detail, South Side Turner Hall, Indianapolis, Indiana
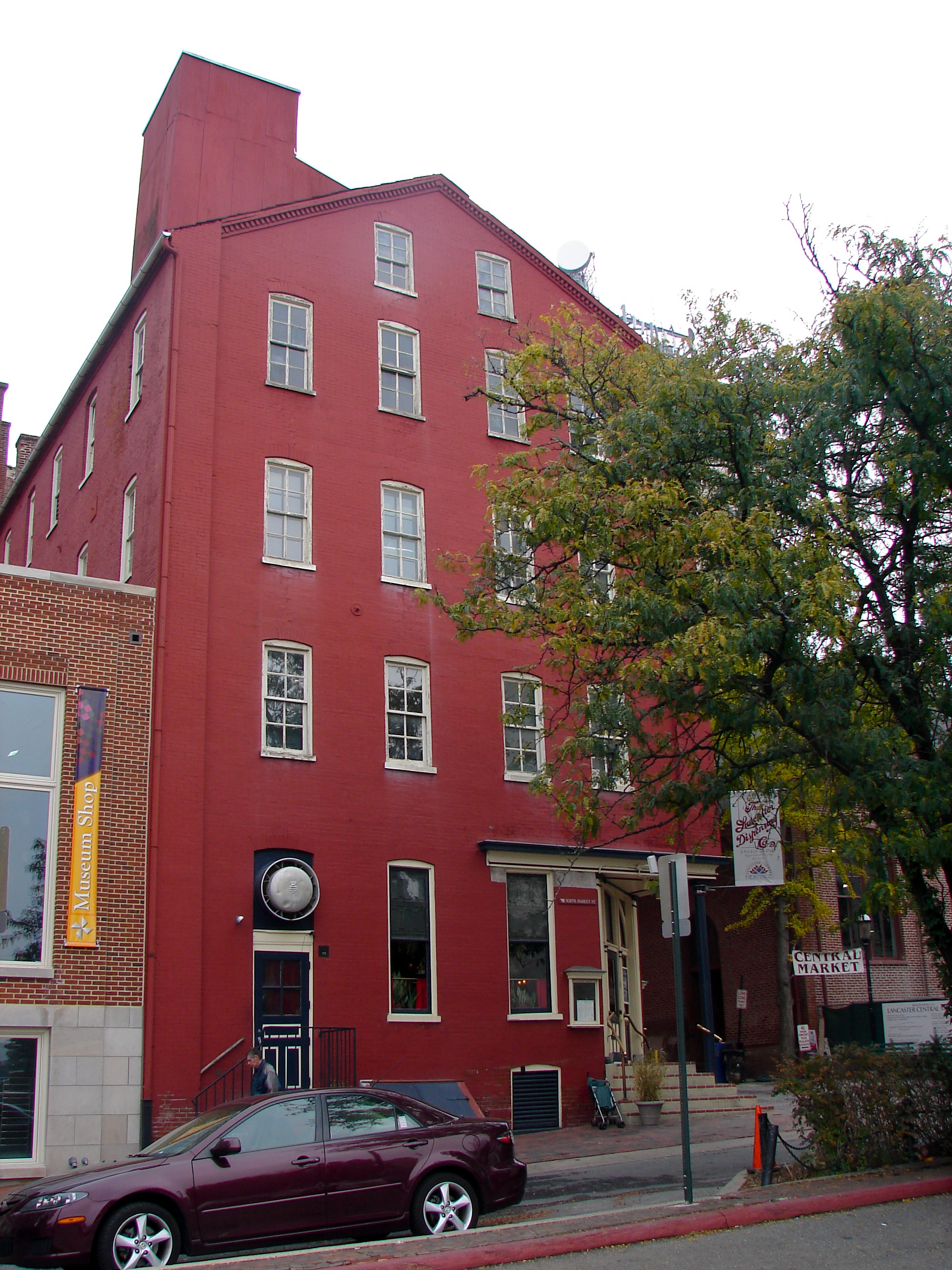
Germania Turnverein, Lancaster, Pennsylvania
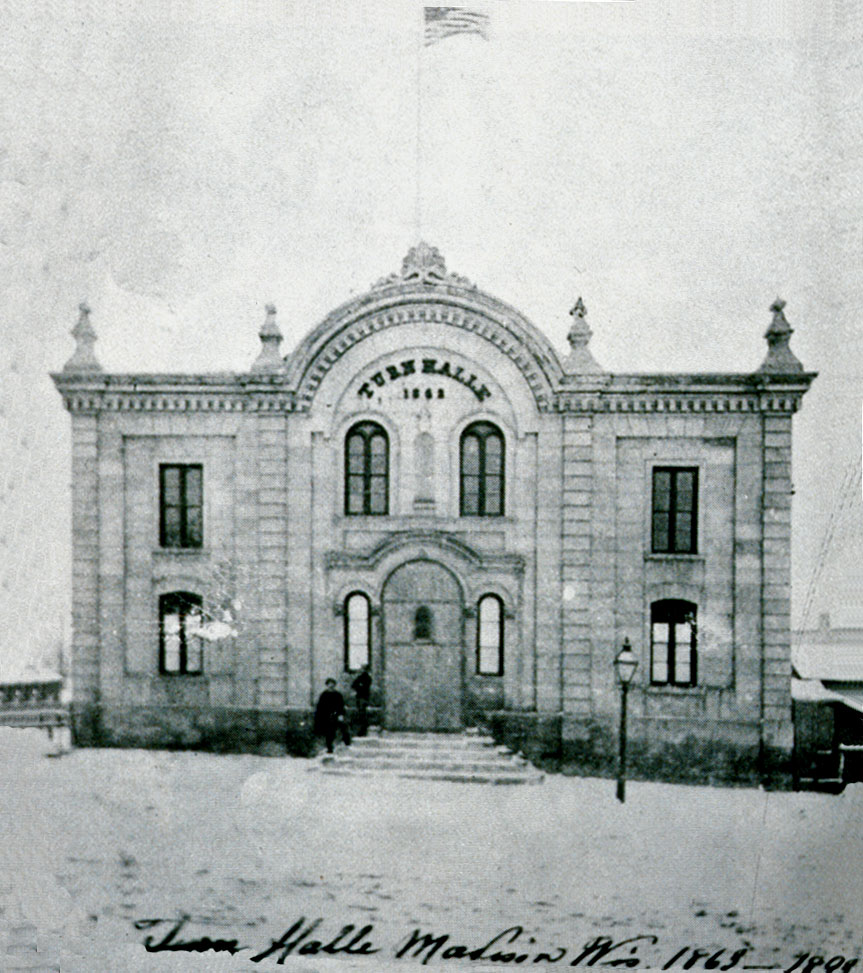
Turner Hall (1868), Madison, Wisconsin
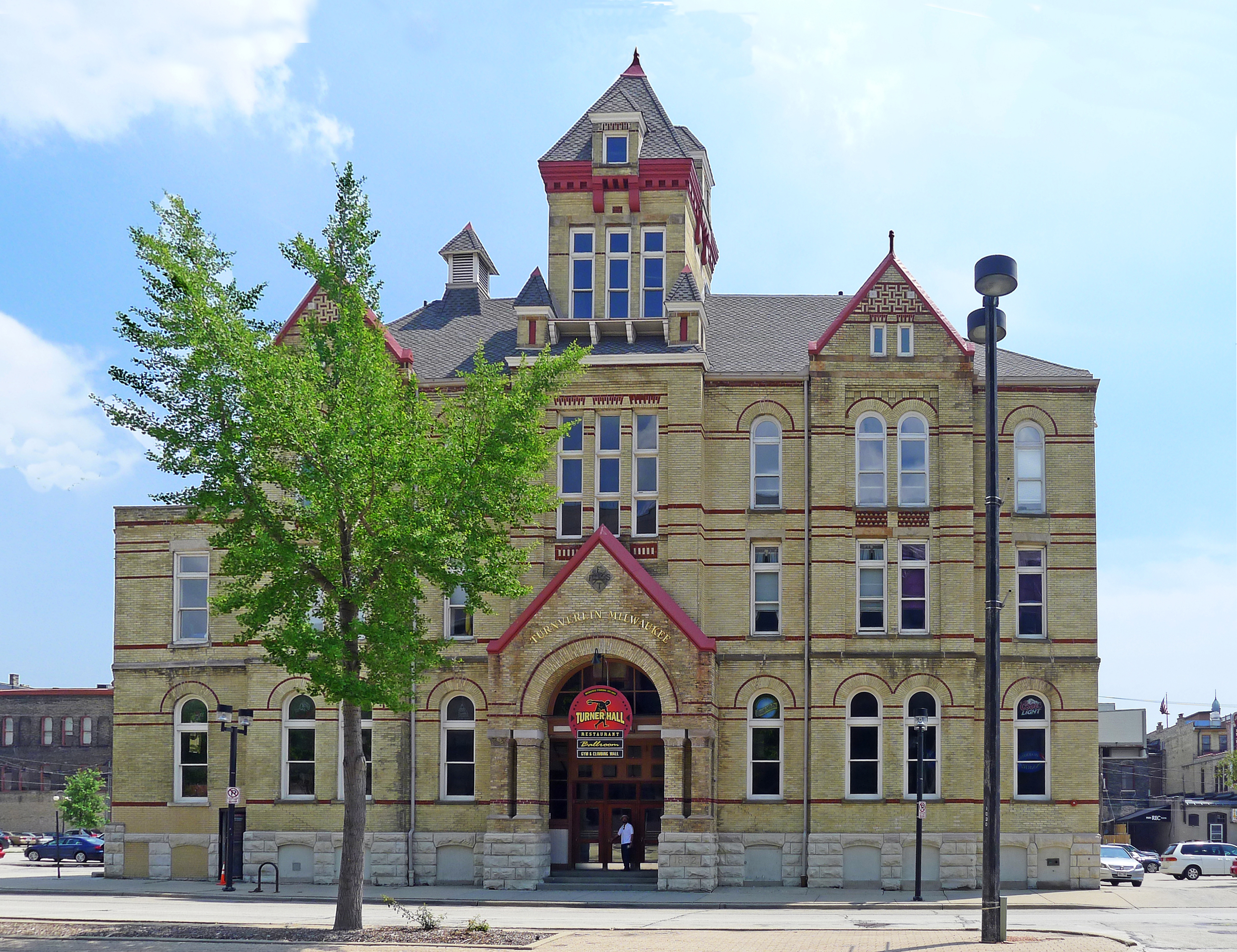
Turner Hall (1882), Milwaukee, Wisconsin
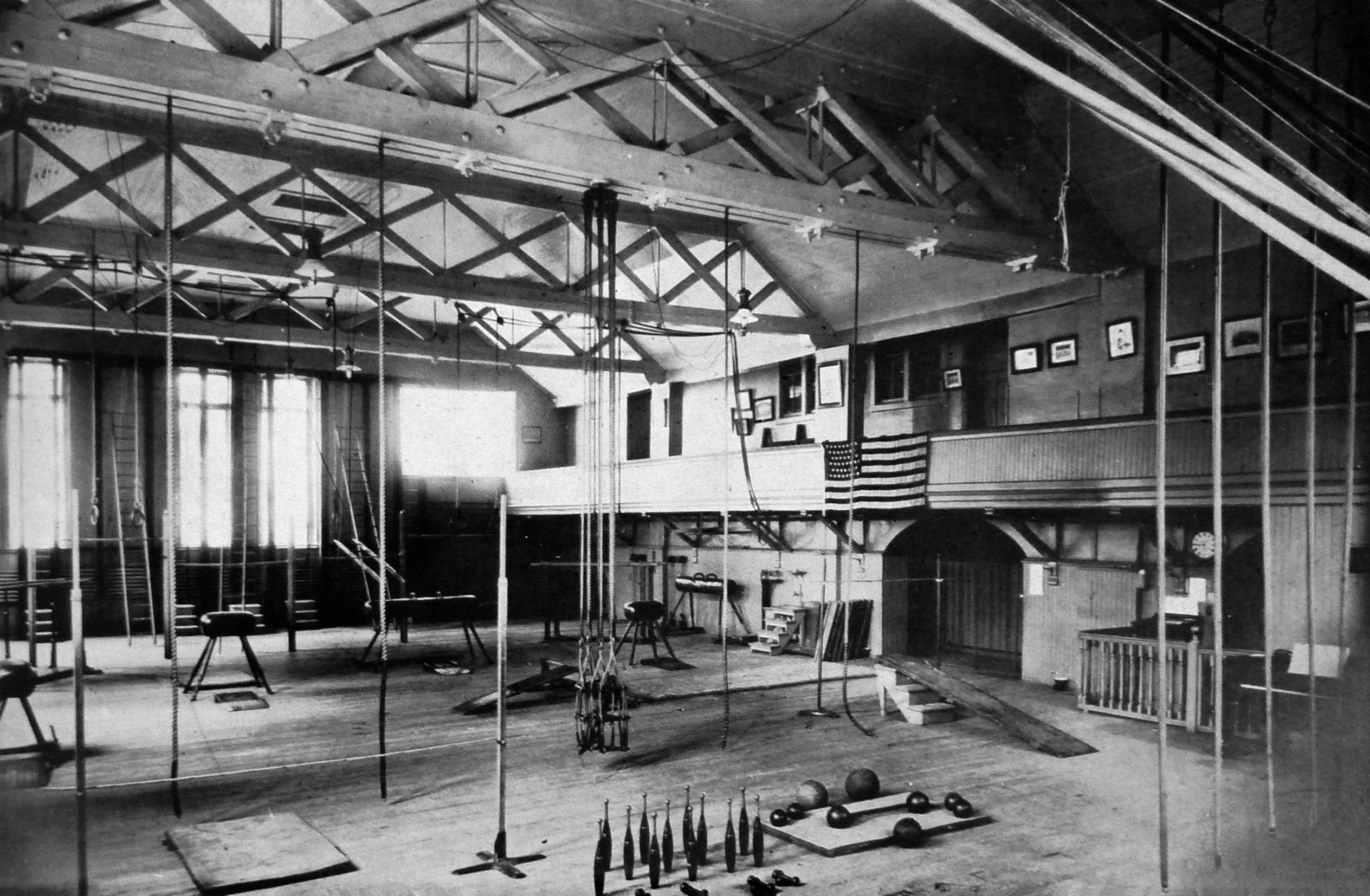
Interior ca. 1910, Turner Hall, Milwaukee, Wisconsin
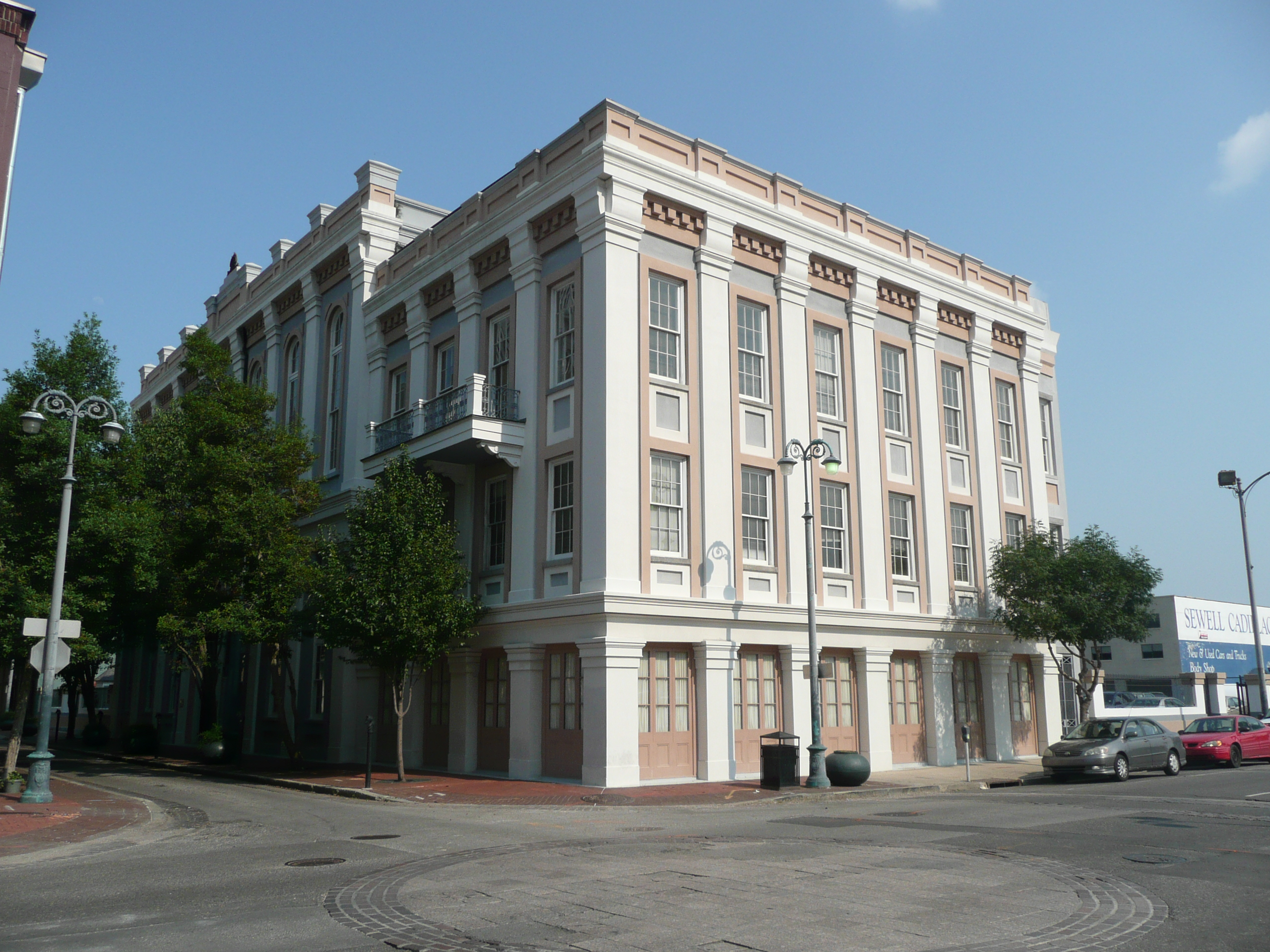
Turners Hall (1868) New Orleans, Louisiana
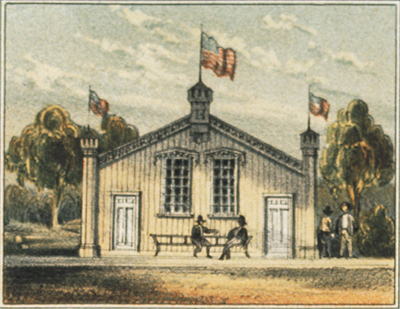
Turner Hall New Ulm, Minnesota
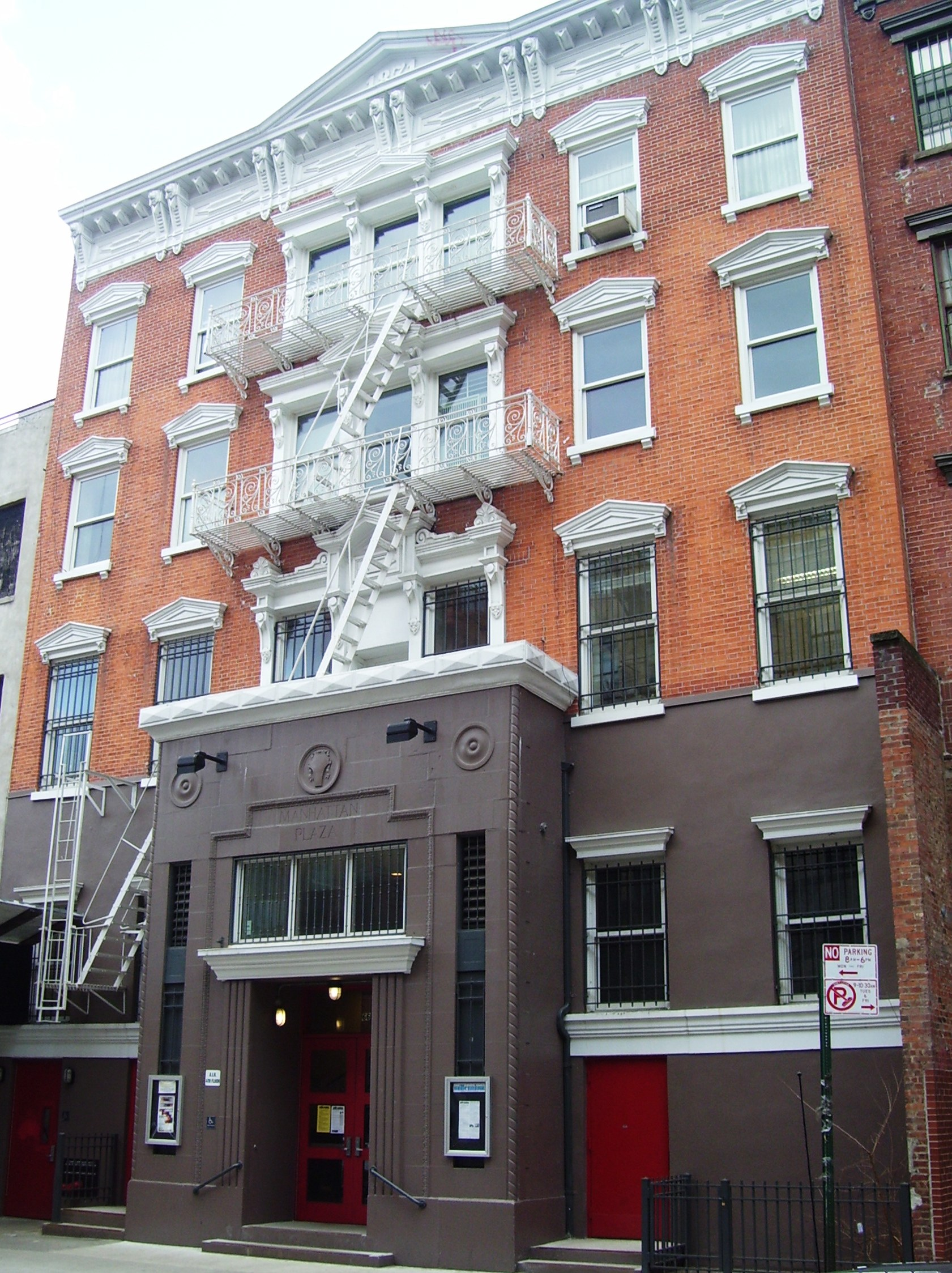
Turn-Verein, East 4th Street, New York, New York
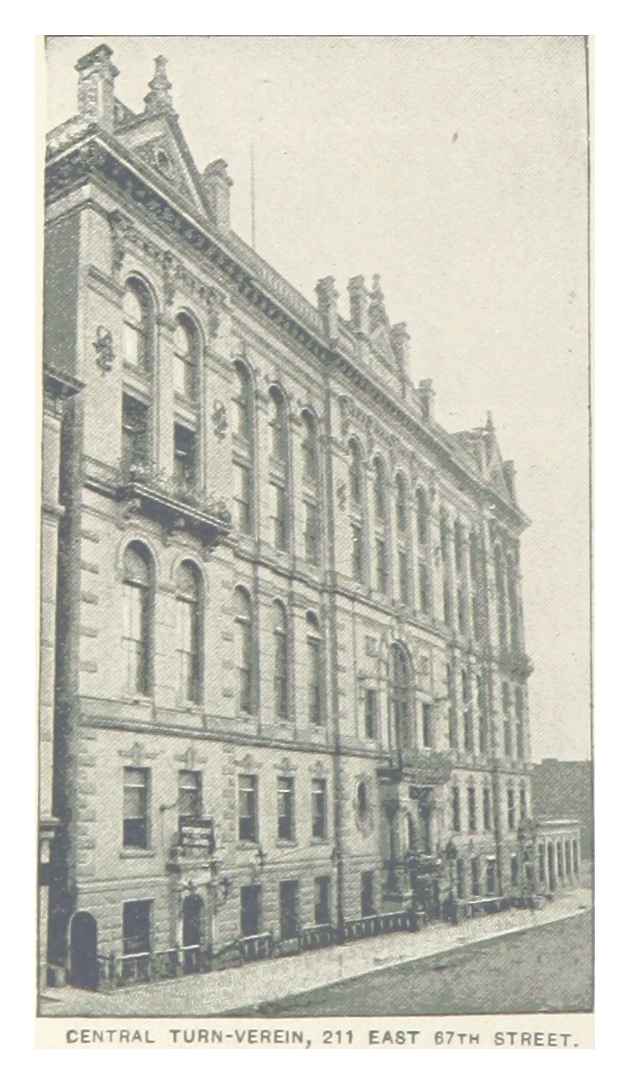
Central Turn-Verein, East 67th Street, New York, New York
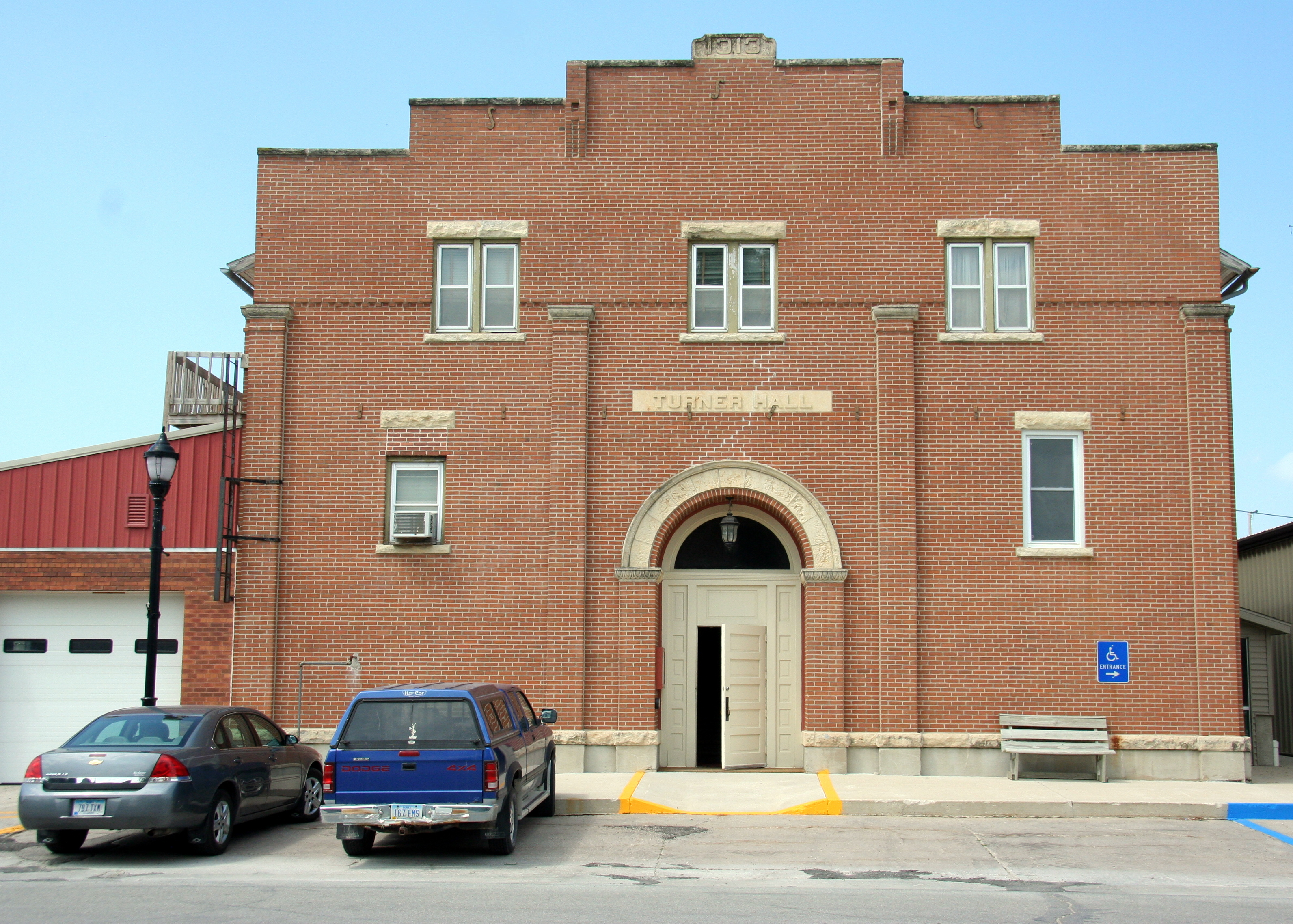
Turner Hall (1914) Postville, Iowa
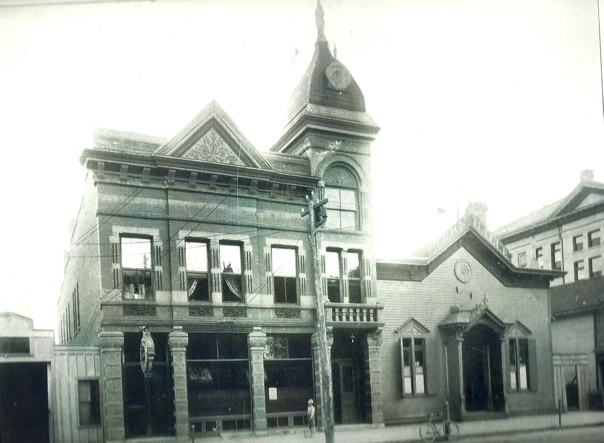
Turnhalle Rock Island, Illinois

## Belege
1. ↑  Claire E. Nolte: The German Turnverein. Encyclopedia of 1848 Revolutions, abgerufen am 9. Januar 2011.
2. ↑  Gruen, Mardee. "Milwaukee Turners, local Jews go back 141 years." Wisconsin Jewish Chronicle 29. April 1994; p. 6, col. 1
3. 1 2  Annette R. Hofmann: 150 years of Turnerism in the United States. Indiana University-Purdue University Indianapolis Max Kade Center, 3. August 1998, abgerufen am 26. Februar 2020.
4. ↑  John B. Jentz: Turnvereins. In: Encyclopedia of Chicago. Abgerufen am 20. Juli 2019.
5. 1 2  Mary Lou LeCompte: TURNVEREIN MOVEMENT. Texas State Historical Association, abgerufen am 9. Januar 2011.
6. ↑  George Eisen, David Kenneth Wiggins: Ethnicity and Sport in North American History and Culture. ABC-CLIO, 1995, S. 28 (englisch, google.com).
7. ↑  Annette R. Hofmann, "Transformation and Americanization: The American Turners and their new identity." Internationale Zeitschrift für Sportgeschichte 19.1 (2002): 91-118.
8. ↑  Scott Williams: THE ROLE OF GERMAN IMMIGRANTS IN CIVIL WAR - MISSOURI. The Missouri Civil War Museum, archiviert vom Original (nicht mehr online verfügbar) am 3. März 2012; abgerufen am 10. Januar 2011.
9. ↑  Steven A. Reiss (Hrsg.): Sport in Amerika von der Kolonialzeit bis zum 21. Jahrhundert: Eine Enzyklopädie (2011) S. 913-916.
10. ↑  Welcome to American Turners. American Turners, archiviert vom Original (nicht mehr online verfügbar) am 6. April 2011; abgerufen am 9. Januar 2011.
11. ↑  Homepage of the Sacramento Turnverein. Abgerufen am 13. Juni 2019.
12. ↑  = Indiana State Historic Architectural and Archaeological Research Database (SHAARD). (Searchable database) Department of Natural Resources, Division of Historic Preservation and Archaeology, abgerufen am 1. Juli 2015. Note: This includes Karen Anderson: National Register of Historic Places Inventory Nomination Form: Hugh McCulloch House. (PDF) November 1979, abgerufen am 1. Juli 2015. and Accompanying photographs.
13. ↑  National Register Information System. In: National Register of Historic Places. National Park Service, abgerufen am 9. Juli 2010 (englisch).